# LVR-Archivberatungs- und Fortbildungszentrum
Das LVR-Archivberatungs- und Fortbildungszentrum  (LVR-AFZ) ist eine Dienststelle des Landschaftsverbandes Rheinland (LVR) auf dem Gelände der ehemaligen Benediktinerabtei in Pulheim-Brauweiler. Die Einrichtung wurde 1929 als Archivberatungsstelle des Provinzialverbandes der Rheinprovinz gegründet und betreut seit 1953 die nichtstaatlichen Archive im rheinischen Gebietsteil Nordrhein-Westfalens, welcher das Verbandsgebiet des LVR ist. Archive sind nichtstaatlich, wenn deren Trägerschaft weder vom Bund noch von den Ländern übernommen wird.
Das LVR-AFZ unterstützt die über 600 nichtstaatlichen Archive im nördlichen Rheinland beim Aufbau archivischer Infrastrukturen mit den Zielen der Erhaltung und der öffentlichen Zugänglichkeit ihrer historischen Überlieferung. Die Dienststelle bietet den Archiven ein Serviceangebot, welches alle archivfachlichen Arbeitsgebiete sowie die Konservierung und die Restaurierung von Archivgut umfasst. Außerdem betreibt das LVR-AFZ das Archiv des Landschaftsverbandes Rheinland (ALVR) und das LVR-Kulturzentrum Abtei Brauweiler mit der Gedenkstätte Brauweiler des LVR.
Nicht der Dienststelle zugehörig, aber ebenfalls auf dem Abteigelände befindlich sind das LVR-Amt für Denkmalpflege im Rheinland, die „Rheinland Kultur GmbH“ und das „Künstler:innenarchiv“ der Stiftung Kunstfonds.
Für die nichtstaatliche Archivpflege im westfälisch-lippischen Landesteil ist die dortige Schwesterbehörde, das LWL-Archivamt für Westfalen in Münster, zuständig.

## Organisation und Aufgaben

### Dienststellenleitung
Das LVR-Archivberatungs- und Fortbildungszentrum steht unter der Leitung von Mark Steinert und ist dem LVR-Dezernat 9 „Kultur“ zugehörig.
| Name             | Amtszeit  | Lebensdaten |
| ---------------- | --------- | ----------- |
| Mark Steinert    | Seit 2018 | *1972       |
| Arie Nabrings    | 2007–2018 | *1952       |
| Norbert Kühn     | 2000–2007 | *1949       |
| Kurt Schmitz     | 1978–1999 | *1934       |
| Rudolf Brandts   | 1954–1978 | 1913–2003   |
| Karl Wilkes      | 1950–1954 | 1895–1954   |
| Wilhelm Kisky    | 1945–1950 | 1881–1953   |
| Bruno Hirschfeld | 1942–1945 | 1877–1964   |
| Wilhelm Kisky    | 1929–1942 | 1881–1953   |

Organisation des LVR-AFZ

Das LVR-AFZ untergliedert sich in die Abteilungen „Archiv des LVR, Archivberatung, Aus- und Fortbildung“, „Technisches Zentrum“, „LVR – Kulturzentrum Abtei Brauweiler“ und „Verwaltung“.

### Abteilung „Archiv des LVR, Archivberatung, Aus- und Fortbildung“
Die ältere der beiden archivfachlichen Abteilungen des LVR-AFZ untergliedert sich in die Teams „Archiv des Landschaftsverbandes Rheinland“ und „Archivberatung, Aus- und Fortbildung“. Die Abteilung unterhält eine umfangreiche Präsenzbibliothek mit inhaltlichem Fokus auf der Archivwissenschaft, den historischen Hilfswissenschaften sowie der Geschichte des Rheinlandes und des rheinischen Landesteils von NRW. Sie ist nach vorheriger Absprache für Forschungsinteressierte nutzbar.
Für das LVR-AFZ organisiert die Abteilung die archivarische Fachausbildung des gehobenen Dienstes (mit einem FH-Diplomstudium an der Archivschule Marburg) und die LVR-Volontariate für das Kompetenzniveau des höheren Dienstes (verbunden mit einem Masterstudium an der FH Potsdam).

#### Archiv des Landschaftsverbandes Rheinland

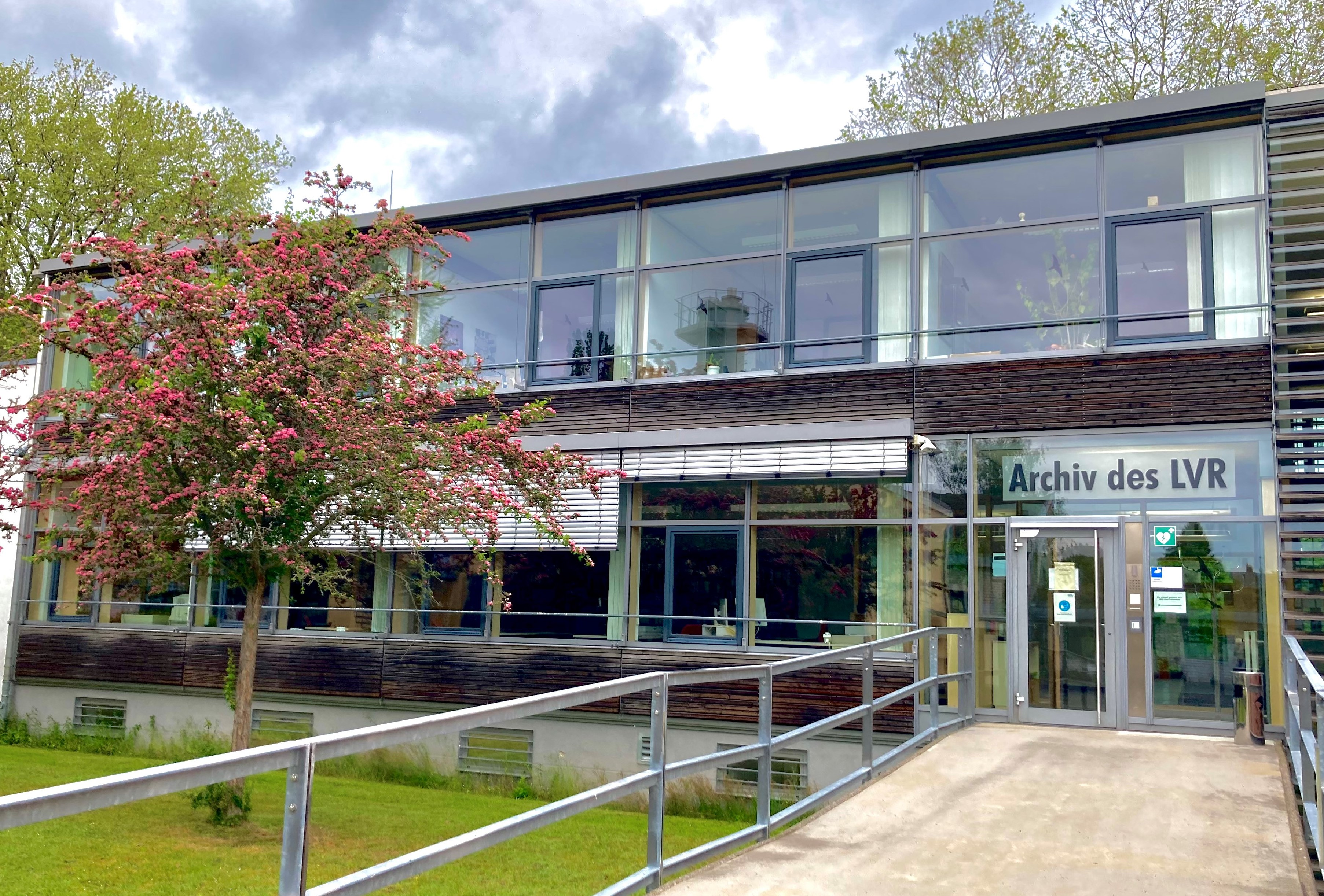
Archiv des LVR (ALVR)

Das Archiv des Landschaftsverbandes Rheinland (ALVR) erfüllt als Zentralarchiv die gesetzliche Verpflichtung des LVR zum Erhalt seiner historischen Überlieferung und zur Gewährleistung von deren öffentlicher Zugänglichkeit. Dies betrifft nicht nur die Unterlagen des heutigen Kommunalverbandes, sondern auch jene der Ständischen Landtage und des Provinzialverbands der ehemaligen Rheinprovinz.
Die Bestände sind nach den Aufgabenfeldern des LVR und seiner preußischen Vorgängerinstitution strukturiert und umfassen insbesondere die Bereiche Wege- und Straßenbau, Förderung der Landwirtschaft, Fürsorge für Arme, Jugendwohlfahrt, Behindertenwesen einschließlich Förderschulen, Versicherungs- und Versorgungseinrichtungen, Meliorationen und Landesplanung, Gesundheitswesen und Kultur in der ehemaligen preußischen Rheinprovinz bzw. im rheinischen Landesteil von Nordrhein-Westfalen. Das Archiv umfasst, neben Akten und Urkunden, auch Karten, Pläne, Plakate, Fotografien, Filme sowie weitere Medien und Objekte. Überdies verfügt das ALVR, neben der eigenen Präsenzbibliothek, über das Bibliotheksgut aufgelöster Fachdienststellen.
Grundsätzlich sind die Bestände des ALVR sowohl für die Wissenschaft als auch für jede interessierte Bürgerin bzw. jeden interessierten Bürger im Rahmen der Nutzungsordnung frei zugänglich.
Das ALVR betreut an seinem Dienstsitz in Pulheim-Brauweiler auch das Zwischenarchiv des LVR, um eine systematische Überlieferungsbildung nach archivfachlichen Kriterien zu gewährleisten. Außerdem berät das Archiv alle Organisationseinheiten des LVR in papiergestützter und digitaler Schriftgutverwaltung.

#### Archivberatung, Aus- und Fortbildung

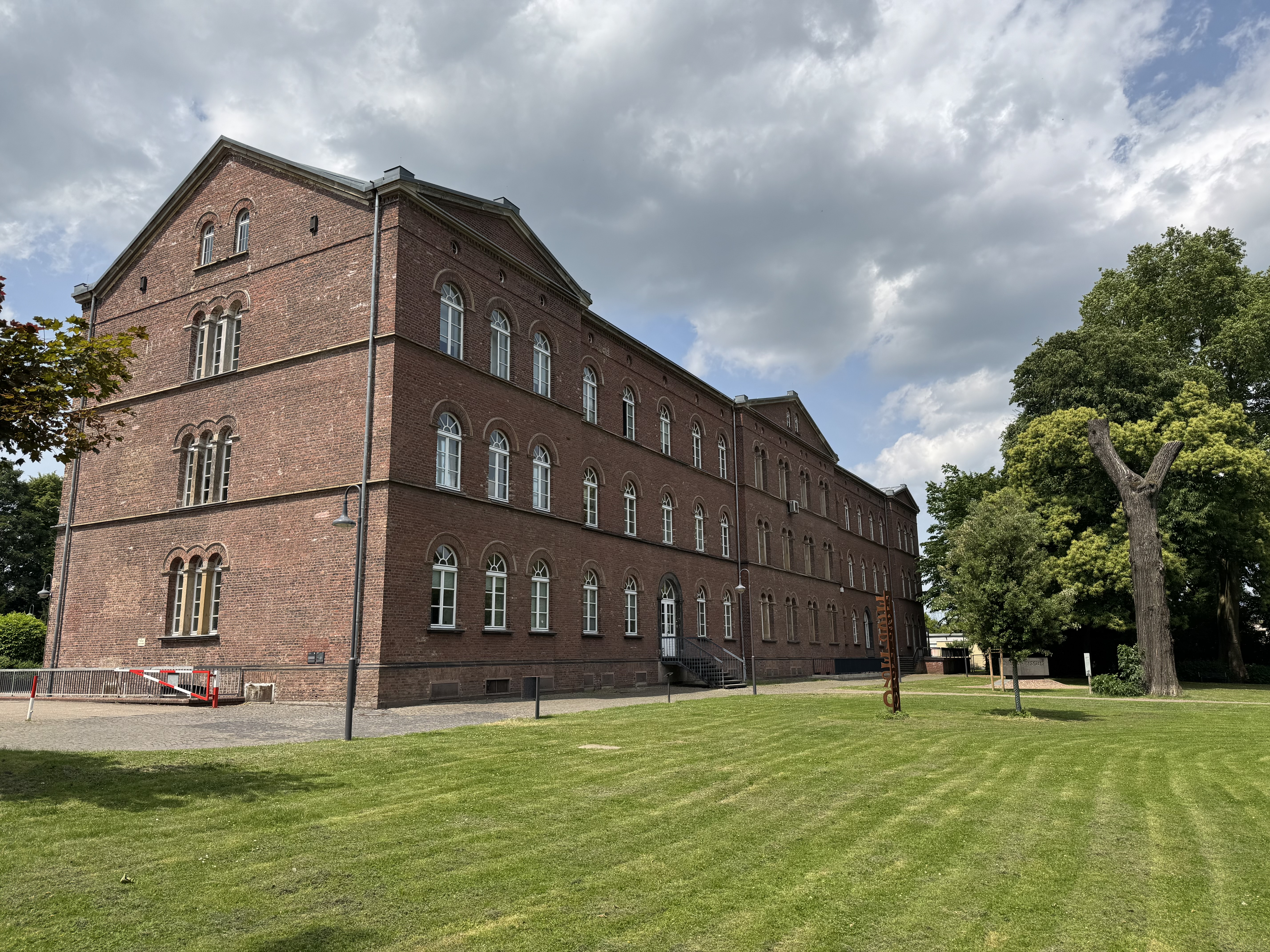
Sitz des Teams „Archivberatung, Aus- und Fortbildung“ (Bürohaus, ehemaliges Frauenhaus)

Das Team „Archivberatung, Aus- und Fortbildung“ nimmt die seit 1929 bestehende Kernaufgabe des LVR-AFZ und seiner Vorgängerinstitutionen wahr: Es berät sämtliche nichtstaatlichen Archive im Verbandsgebiet des LVR unentgeltlich zu allen archivfachlichen Themen und unterstützt sie beim Aufbau archivischer Infrastrukturen. Die solchermaßen angestrebte, fach- und normgerechte Archivierung historischer Bestände umfasst die Überlieferungsbildung, Bewertung, Bestandserhaltung, Erschließung und Zugänglichmachung durch eine angemessene sachliche, personelle und finanzielle Grundausstattung. Neben den archivfachlichen Arbeitsgebieten betreffen die Beratungsleistungen auch Archivbau, Rekrutierung von Fachpersonal, finanzielle Förderungen sowie die Erstellung von Fachgutachten und Schadenskatastern.
Einen besonderen Stellenwert nimmt die Betreuung rheinischer Kommunen bei der Wahrnehmung ihrer gesetzlichen Archivierungspflicht gemäß Archivgesetz NRW ein. Darüber hinaus werden auch alle anderen Institutionen in nichtstaatlicher Trägerschaft beraten, hierzu gehören unter anderem Familien-, Kultur-, Medien-, Partei-, Privat-, Stiftungs-, Verbands-, Vereins-, Wissenschafts- und religionsgemeinschaftliche Archive.
Die kirchliche Archivpflege findet in Abstimmung und Arbeitsteilung mit den katholischen Diözesanarchiven in Aachen, Essen, Köln und Münster bzw. dem in Düsseldorf beheimateten Archiv der Evangelischen Kirche im Rheinland statt. Die Betreuung rheinischer Wirtschafts- und Unternehmensarchive erfolgt in Kooperation mit dem Rheinisch-Westfälischen Wirtschaftsarchiv (RWWA) in Köln.

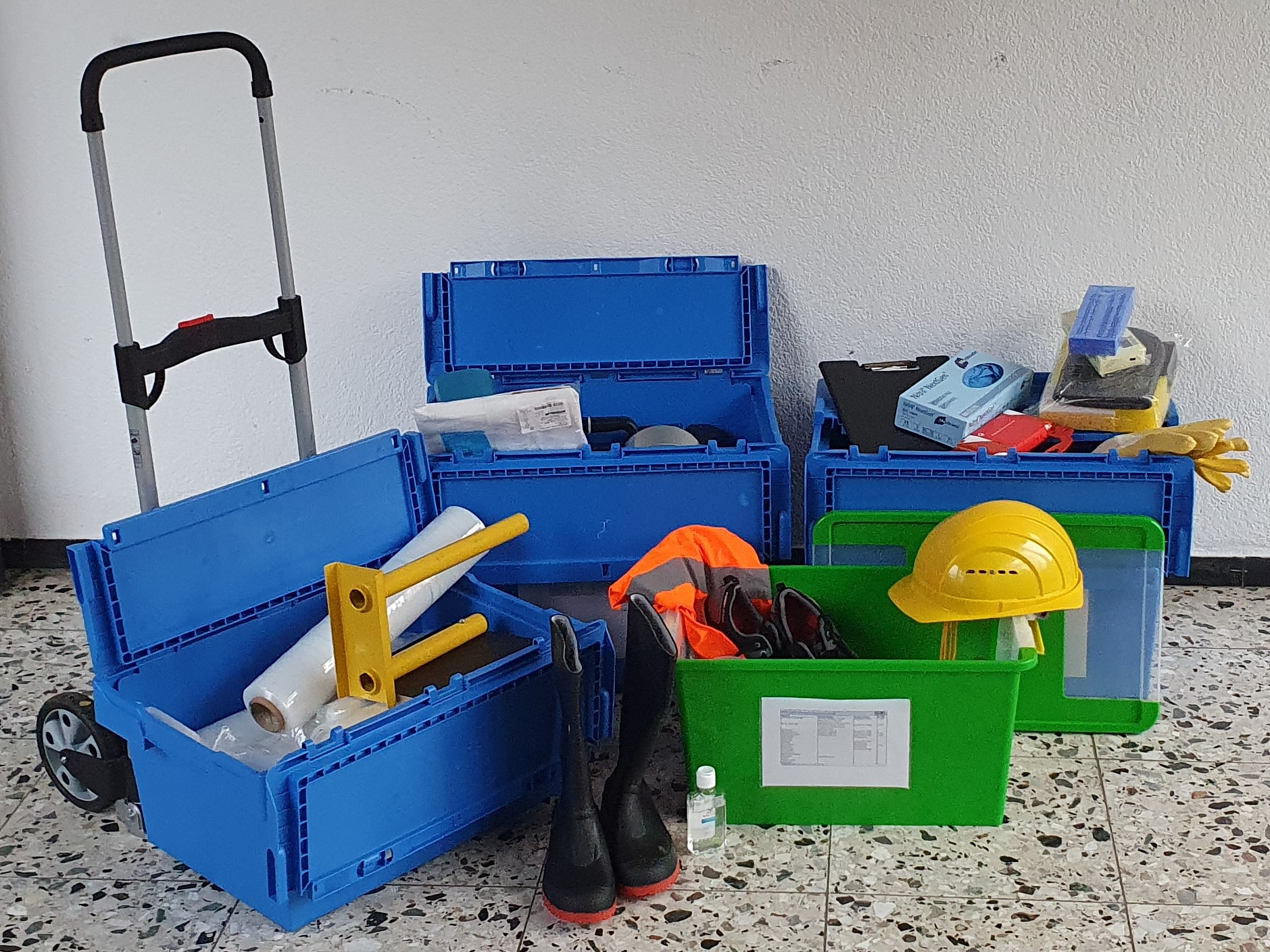
LVR-Notfallboxen mit Ausrüstung zur Kulturgutbergung

Die Archivberatung ist spartenübergreifend in räumlicher Zuständigkeit durch die sogenannten Gebietsreferentinnen bzw. Gebietsreferenten des LVR-AFZ organisiert, einzig die Adelsarchivpflege ist hiervon ausgenommen (s. u.). Die Gebiete sind räumlich deckungsgleich mit den kreisfreien Städten, Kreisen und der StädteRegion Aachen. Neben der Betreuung einzelner Archive unterstützen die Gebietsreferentinnen bzw. Gebietsreferenten auch die Vernetzung der Archive innerhalb eines Gebietes durch regelmäßig tagende Arbeitsgemeinschaften und die Einrichtung von Notfallverbünden für Kulturgutschutz.
Im Regierungsbezirk Köln unterstützt das Team die Ausbildung von Fachangestellten für Medien- und Informationsdienste mit Fachrichtung Archiv.

##### Archivförderung
Für die Sicherung und den Ausbau der archivischen Infrastruktur vergibt das LVR-AFZ finanzielle Zuschüsse über das Hilfsprogramm der „LVR-Archivförderung“. Antragberechtigt sind alle nichtstaatlichen Archive im nördlichen Rheinland, die öffentlich zugänglich sind.
Ergänzend informiert die Archivberatung auch zu weiteren Förderprogrammen des LVR und anderer Institutionen.

##### Adelsarchivpflege

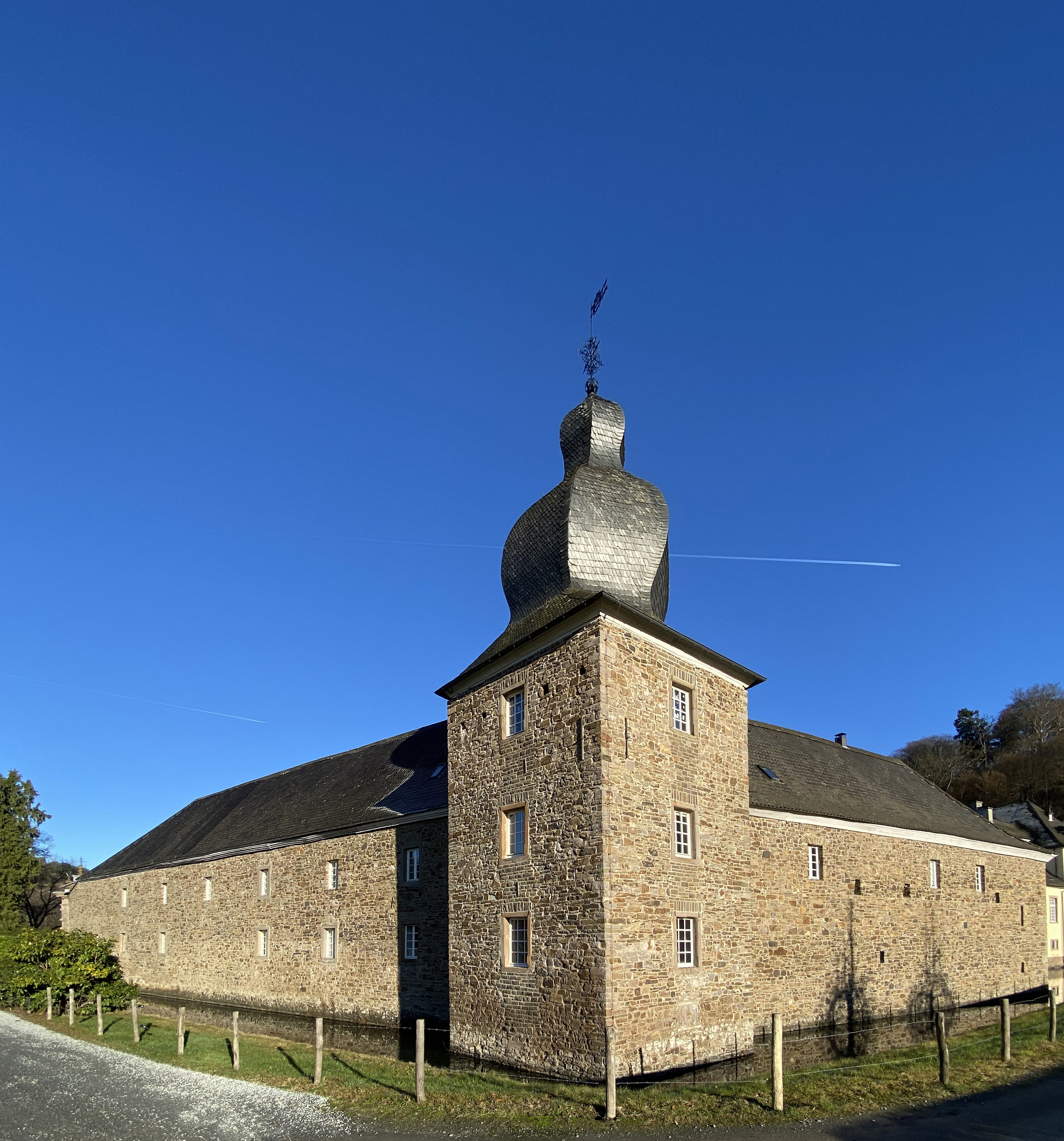
Archivdepot der VAR auf Schloss Ehreshoven

Ein zentrales Aufgabenfeld der Archivberatung bildet die Betreuung der Privatarchive rheinischer Adelsfamilien: Deren mittelalterliche und frühneuzeitliche Bestände entstanden zumeist im Kontext der Ausübung subsidiärer Herrschaftsrechte und der Übernahme von Diensten in fürstlichen Territorien sowie der Güterverwaltung. Sie sind daher häufig die einzig existierende Überlieferung zur Geschichte ländlicher und kleinstädtischer Räume vor Gründung moderner Verwaltungen an der Wende zum 19. Jahrhundert. Außerdem bewahren Adelsarchive oftmals einzigartige und bis in die jüngste Vergangenheit reichende Zeugnisse zur Sozial-, Wirtschafts- und Alltagsgeschichte. Obwohl sich viele der etwa 100 rheinischen Adelsarchive auch heute noch in Privatbesitz befinden, liegt deren Erhalt und Zugänglichmachung aufgrund ihres unschätzbaren regional- und kulturgeschichtlichen Werts im öffentlichen Interesse.
Die regionale Adelsarchivpflege ist im nördlichen Rheinland seit 1982 durch eine öffentlich-private Partnerschaft organisiert, wozu sich die Archive rheinischer Adelsfamilien in den „Vereinigten Adelsarchiven im Rheinland e.V.“ (VAR) zusammenschlossen. Die Geschäftsführung des Vereins sowie die Wahrnehmung archivarischer Fachaufgaben für die Mitgliedsarchive wird durch die Archivberatung des LVR-AFZ übernommen. Daher erfolgt die Adelsarchivpflege zentralisiert und wird nicht nach räumlichen Gebietszuständigkeiten aufgeteilt. Neben Maßnahmen der Bestandserhaltung und Erschließung beinhaltet diese auch die Beantwortung von Nutzeranfragen und die Zugänglichmachung für wissenschaftliche und qualifizierte heimatkundliche Forschung. Etwa die Hälfte der 55 Mitgliedsarchive (Stand: Juni 2025) befindet sich auf Besitzungen der Familien, für die andere Hälfte unterhält der Verein ein Depot auf Schloss Ehreshoven bei Engelskirchen im Bergischen Land. Die VAR sind an der wissenschaftlichen Auswertung ihrer Mitgliedsarchive interessiert und unterstützen solche Forschungen u. a. durch regelmäßige Tagungen und Publikationen.

##### Fortbildungszentrum
Das Fortbildungszentrum ermöglicht berufliche Weiterbildungen für Beschäftigte rheinischer Archive sowie verwandter Gedächtnis- und Kulturinstitutionen. Das Fortbildungsprogramm reicht von Anpassungsfortbildungen für Quereinsteigende ins Archivwesen bis zu spezialisierten Themen für fachlich qualifizierte Archivmitarbeitende aller Laufbahngruppen. Die Seminare und Workshops vermitteln Handlungskompetenz (z. B. Notfallvorsorge) und Fachkenntnisse zu archivischen Daueraufgaben und aktuellen Fragestellungen (z. B. Einsatz des Internetportals „Archive in Nordrhein-Westfalen“, digitale Archivierung, Fotoarchivierung). Das Kursangebot wird durch frei zugängliche E-Learning-Module ergänzt.
Neben den beiden alljährlichen Fachtagungen, dem Rheinischen Archivtag und des Internationalen Archivsymposions, fördert das Fortbildungszentrum auch den fachlichen Austausch und institutionenübergreifenden Dialog durch wechselnde Informationsveranstaltungen und kleinere Tagungen. Die Teilnahme beschränkt sich nicht auf rheinische Archive, sondern umfasst Mitarbeitende verschiedenster Kultureinrichtungen aus ganz Deutschland und dem Ausland.
Die Veranstaltungen des Fortbildungszentrums finden in Pulheim-Brauweiler, in der LVR-Zentralverwaltung in Köln-Deutz, an wechselnden anderen Orten sowie online statt.

### Abteilung „Technisches Zentrum“
Die jüngere der beiden archivfachlichen Abteilungen, das „Technische Zentrum“, besteht zum einen aus dem „Team Bestandserhaltung“ mit der Werkstatt für Papierrestaurierung und der Landesinitiative Substanzerhalt (LISE) und zum anderen aus der „Gruppe Digitalisierungszentrum und Digitales Kulturerbe“.

#### Restaurierungswerkstatt

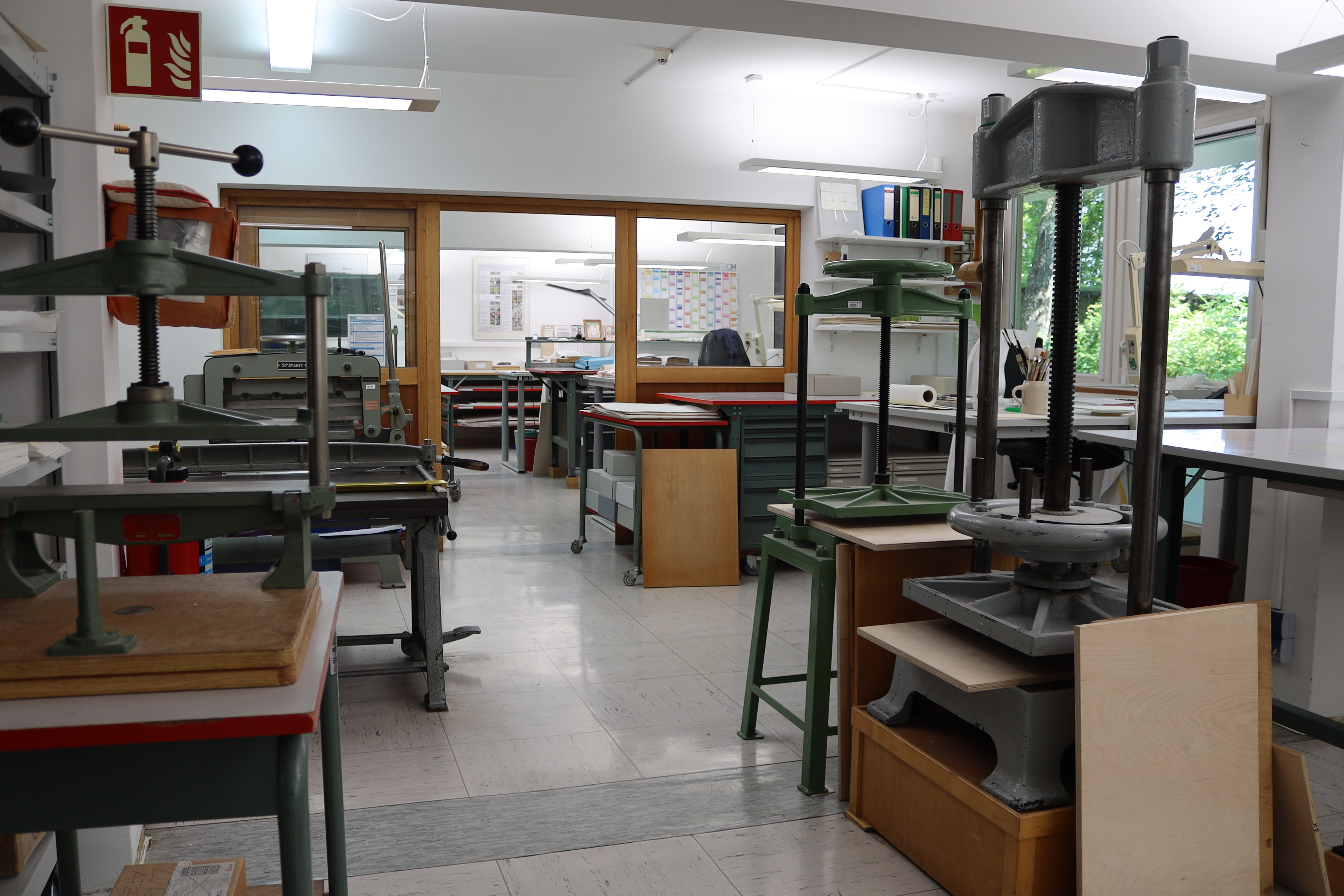
Papierrestaurierungswerkstatt des Technischen Zentrums (LVR-AFZ)

Die Restaurierungswerkstatt des LVR-AFZ bietet den nichtstaatlichen Archiven des nördlichen Rheinlands konservatorische und restauratorische Services mit Fokus auf Papier- und Pergamentobjekte, aber auch in Verbund mit anderen Materialien wie z. B. Wachssiegeln und Ledereinbänden. Fotografische Objekte bilden ein wachsendes Arbeitsfeld, da deren Materialvielfalt (Abzüge, Filmstreifen, Glasplattennegative etc.) komplexe Anforderungen an die Bestandserhaltung stellt. Das Arbeitsspektrum der Restaurierungswerkstatt reicht von Beratungen und Dokumentation von Schadensbildern über minimalinvasive Eingriffe (Reinigung, Stabilisierung, Entsäuerung, Glättung etc.) bis hin zu Komplettrestaurierungen.

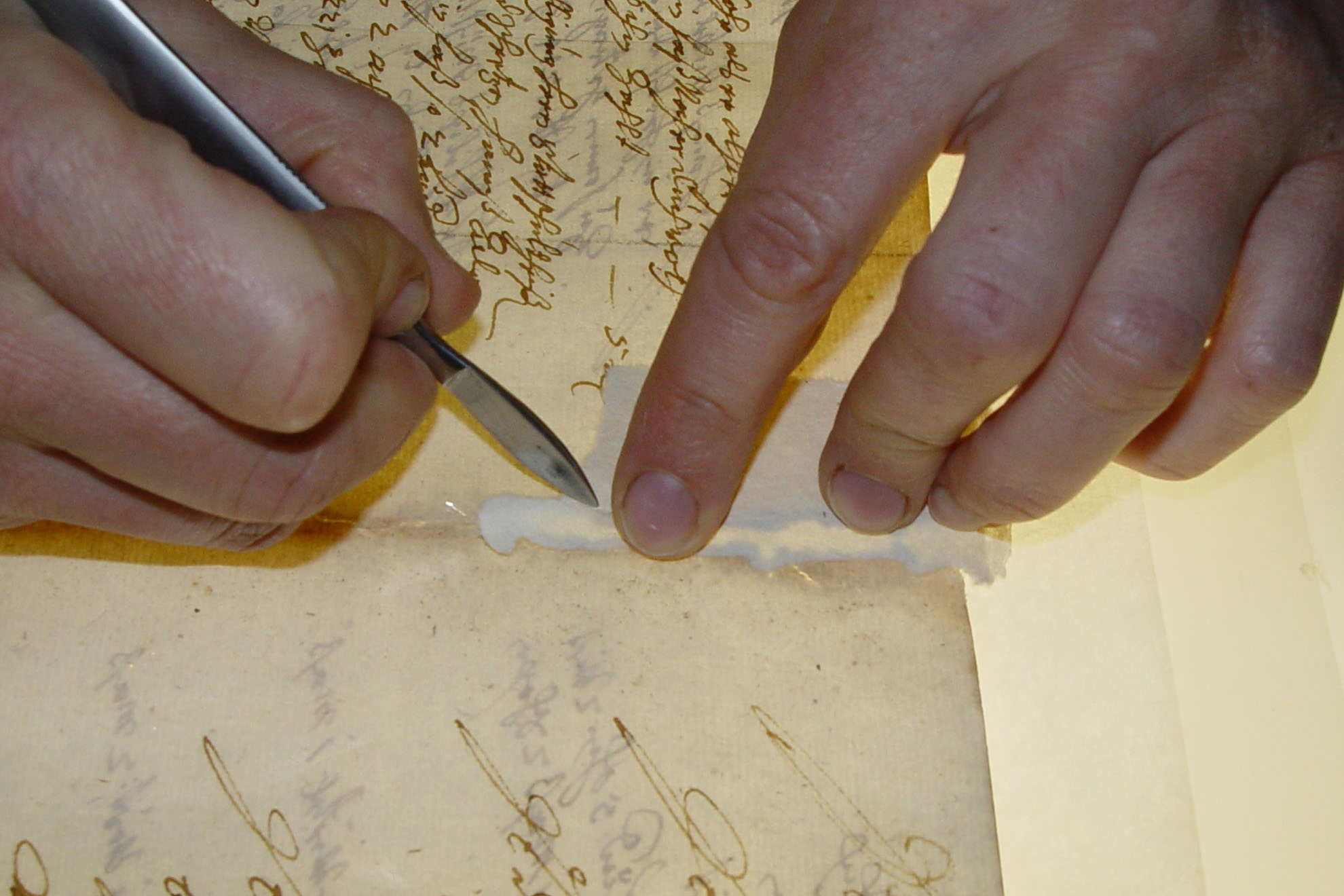
Papierrestaurierung
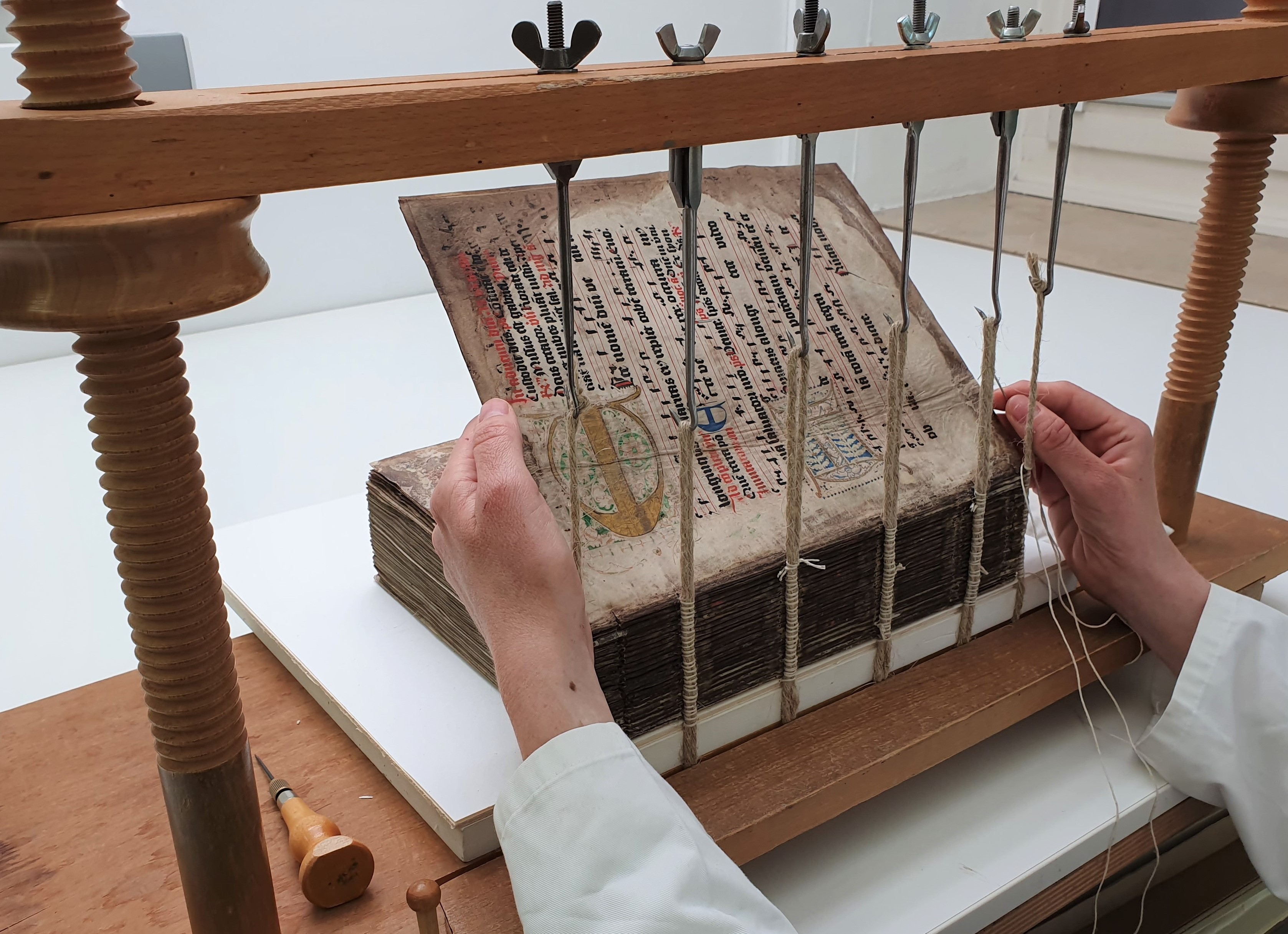
Restaurierung einer Handschrift
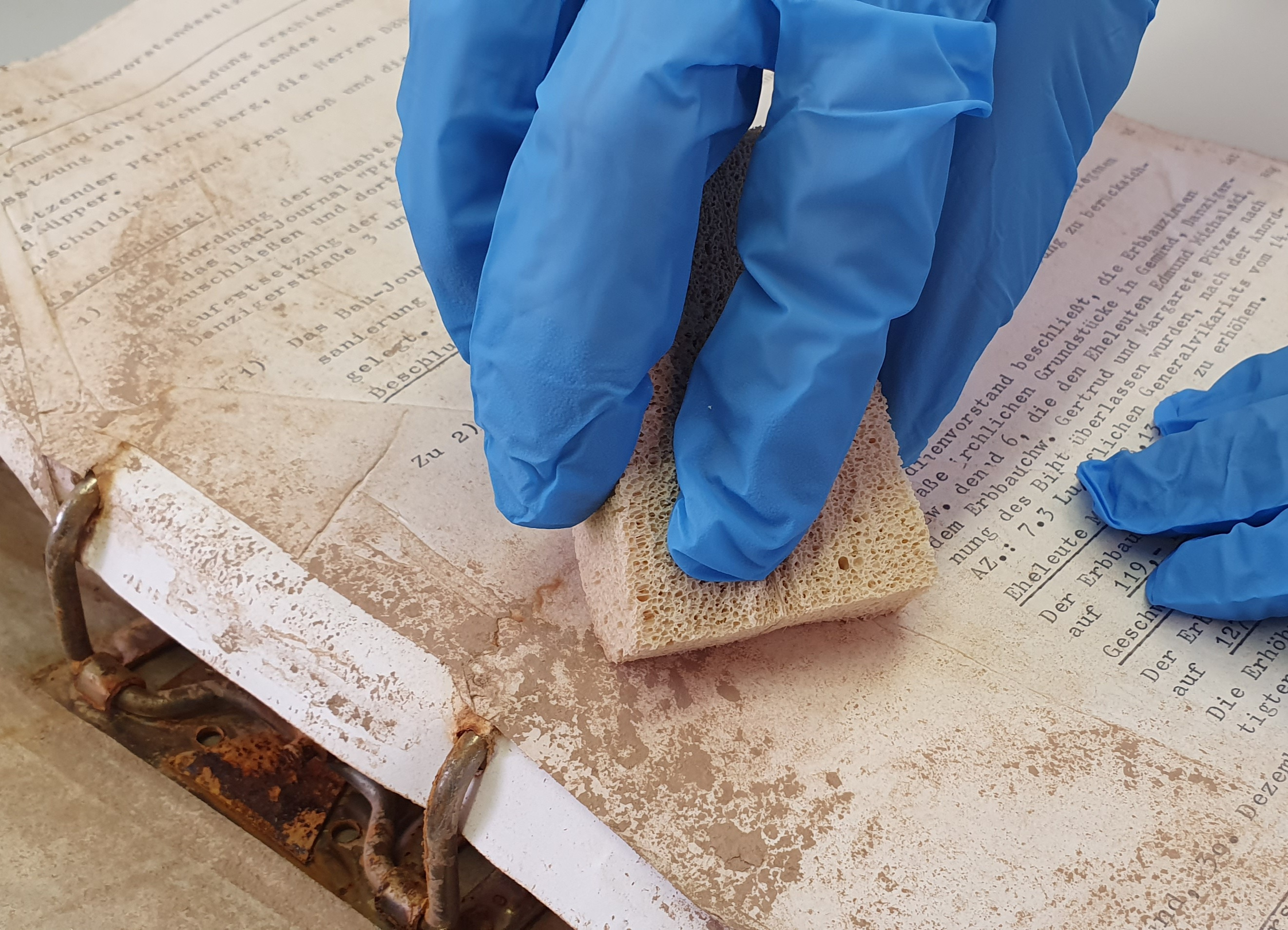
Trockenreinigung von Archivgut

Die Beratungen der Restaurierungswerkstatt umfassen u. a. klimatische und hygienische Aufbewahrung, Archivbau, objektschonende Verpackung, Prävention und Bekämpfung von Schädlingsbefall (Integrated Pest Management) sowie Notfallprävention. Bei Bedarf werden Begutachtungen an den Archivstandorten vorgenommen. Kleine und mittlere Archive können zudem hygienische und konservatorische Grundausstattungen beziehen, mit denen nach kurzer Einweisung viele bestandserhalterische Maßnahmen direkt durch das archiveigene Personal durchgeführt werden können. Die Restaurierungswerkstatt vermittelt auch Kompetenzen im Bereich Bestandserhaltung über Seminare und Workshops des Fortbildungszentrums.

#### Landesinitiative Substanzerhalt (LISE)
Als Projekt des Landes NRW bezuschusst die Landesinitiative Substanzerhalt (LISE) bestandserhalterische Maßnahmen für Archive. Mit der fachlichen Betreuung und Koordination der LISE sind die beiden Landschaftsverbände beauftragt, im rheinischen Landesteil übernimmt das LVR-AFZ diese Aufgabe. Die LISE fördert bestandserhalterische Maßnahmen zur Papierentsäuerung, zur Verpackung, Reinigung, Dekontamination und Restaurierung von Archivgut sowie zur Prävention und Bekämpfung von Schädlingsbefall (Integrated Pest Management).
Neben der Verwaltung und Prüfung der Projektanträge beraten die LISE-Restauratorinnen und –Restauratoren im Vorfeld zur Eignung von Archivbeständen für verschiedene Maßnahmen, zur finanziellen Planung sowie zur Anschaffung von Archivkartonage.

#### Digitalisierungszentrum und Digitales Kulturerbe

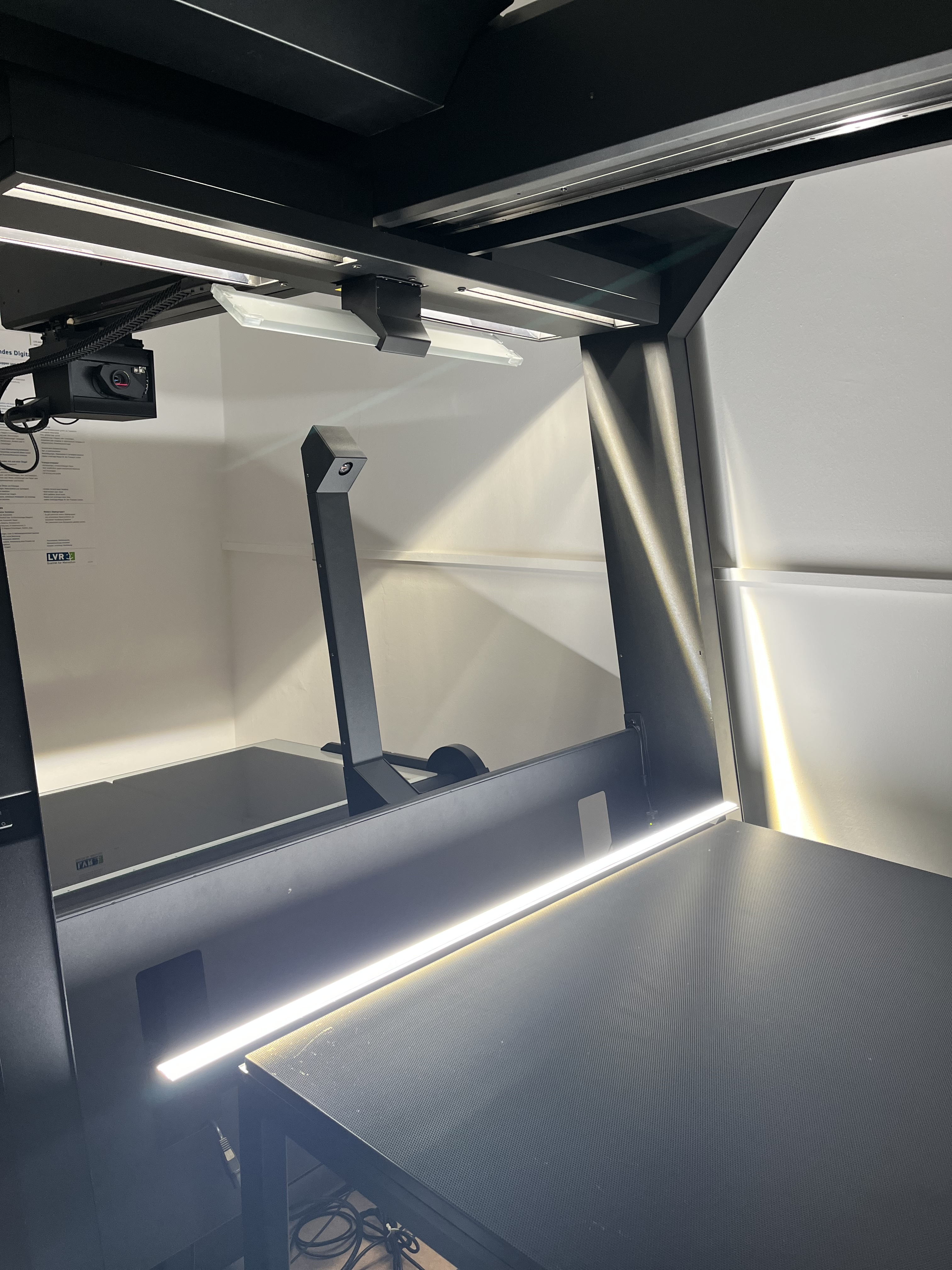
Großformatscanner zur objektschonenden Digitalisierung im LVR-AFZ

Das Digitalisierungszentrum führt Digitalisierungen von Papier- und Pergamentobjekten, darunter auch übergroße Formate (Urkunden, Karten, Pläne etc.), sowie von Mikrofilmen durch. Die Digitalisate werden objektschonend, gemäß archivfachlicher Standards, als langzeitstabile Zielformate und zum Teil mit elektronischer Texterkennung erstellt. Die Auflösung und weitere Spezifikationen werden den unterschiedlichen Verwendungszwecken angepasst, wie etwa Online-Präsentationen, Vorlagen für Archivnutzende in (digitalen) Lesesälen oder zur dauerhaften Informationssicherung im Rahmen der elektronischen Langzeitarchivierung.
Ferner koordiniert das Digitalisierungszentrum auch die Maßnahmen der Bundessicherungsverfilmung im nördlichen Rheinland. Eigene Mikroverfilmungen werden seit 2022/23 beim LVR-AFZ nicht mehr durchgeführt.
Als Kooperationspartner des seit 2017 bestehenden „Landesförderprogramms Zeitungsdigitalisierung“ fungiert das Digitalisierungszentrum als Anlaufstelle für Archive und andere Kulturinstitutionen, welche sich an der Bereitstellung historischer Zeitungsbestände aus Nordrhein-Westfalen (bis 1945) im frei zugänglichen Online-Portal zeit.punktNRW beteiligen.
Die Pflege des Digitalen Kulturerbes beinhaltet Beratungen zur digitalen Überlieferungsbildung (Records Management), zur digitalen Bestandserhaltung und zur elektronischen Langzeitarchivierung. Das Digitalisierungszentrum wirkt überdies in verschiedenen Facharbeitskreisen (u. a. Digitales Archiv NRW, nestor e. V.) mit, welche nicht nur die technischen und organisatorischen Konzepte elektronischer Langzeitarchivierung weiter ausdifferenzieren, sondern auch konkret an der Entwicklung benötigter Schnittstellen für Dokumentenmanagementsysteme und elektronische Fachverfahren beteiligt sind.

### Abteilung „LVR – Kulturzentrum Abtei Brauweiler“

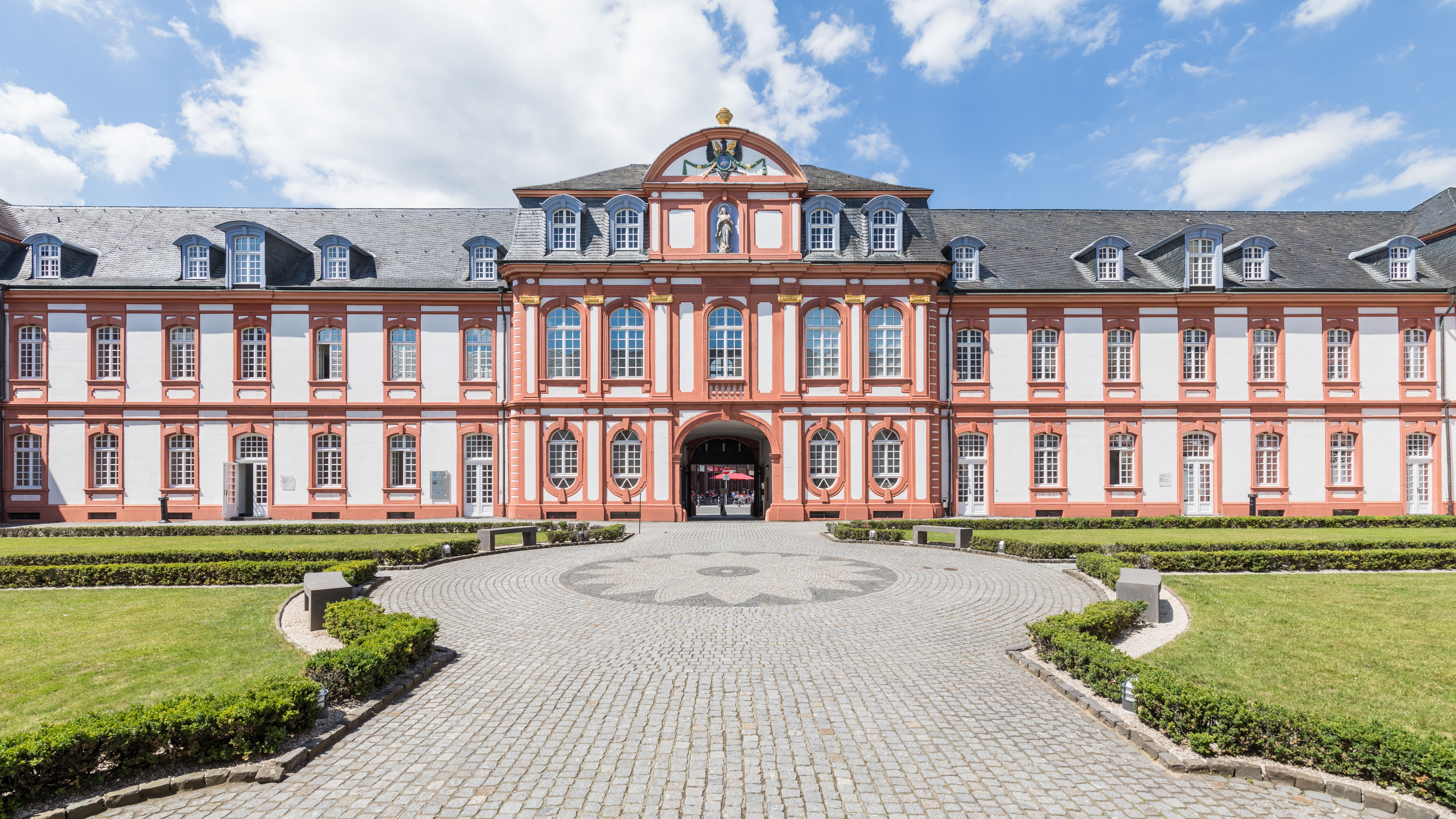
Sitz des LVR-Kulturzentrums Brauweiler

Das Kulturzentrum macht die Abtei Brauweiler den Bürgerinnen und Bürgern zugänglich und rückt ihre wechselvolle Geschichte ins öffentliche Bewusstsein:
Im Bereich des Kulturtourismus werden vom Kulturzentrum öffentliche Führungen und Audiorundgänge durch das historische Gebäudeensemble und den Abteipark angeboten. Seit 2024 informiert eine Dauerausstellung über die tausendjährige Geschichte der Abtei.
Ganzjährig wird außerdem ein umfangreiches Programm zur kulturellen Bildung angeboten, das unter anderem Konzerte, Wechselausstellungen, Lesungen und Vorträge umfasst, darunter die Konzertreihe „classic nights“.
Die historischen Säle der Abtei können für öffentliche, private und kommerzielle Zwecke gebucht werden.

#### Gedenkstätte Brauweiler des LVR
Die Gedenkstätte Brauweiler befindet sich im Untergeschoss eines Bürohauses, des ehemaligen „Frauenhauses“, auf dem Abteigelände. Sie informiert über die Geschichte der Abtei Brauweiler im Nationalsozialismus. Die dort befindliche Arbeitsanstalt diente von 1933 bis 1934 als Konzentrationslager und spätestens ab 1938 bis 1945 als Gestapo-Gefängnis. Während dieser Zeit kam es zu zahlreichen Misshandlungen, Folterungen, Morden und Hinrichtungen von Insassen. Nach Kriegsende wurde das Gelände bis 1949 als Lager für Displaced Persons genutzt.
Die Gedenkstätte besteht aus einem weitgehend erhalten gebliebenen Zellentrakt für weibliche Gefangene. Sie wurde nach einer denkmalpflegerischen Instandsetzung und vollständigen Überarbeitung der Dauerausstellung im Juni 2024 wiedereröffnet. Eine kostenlose Besichtigung ist ganzjährig möglich. Führungen werden regelmäßig und nach Vereinbarung veranstaltet.

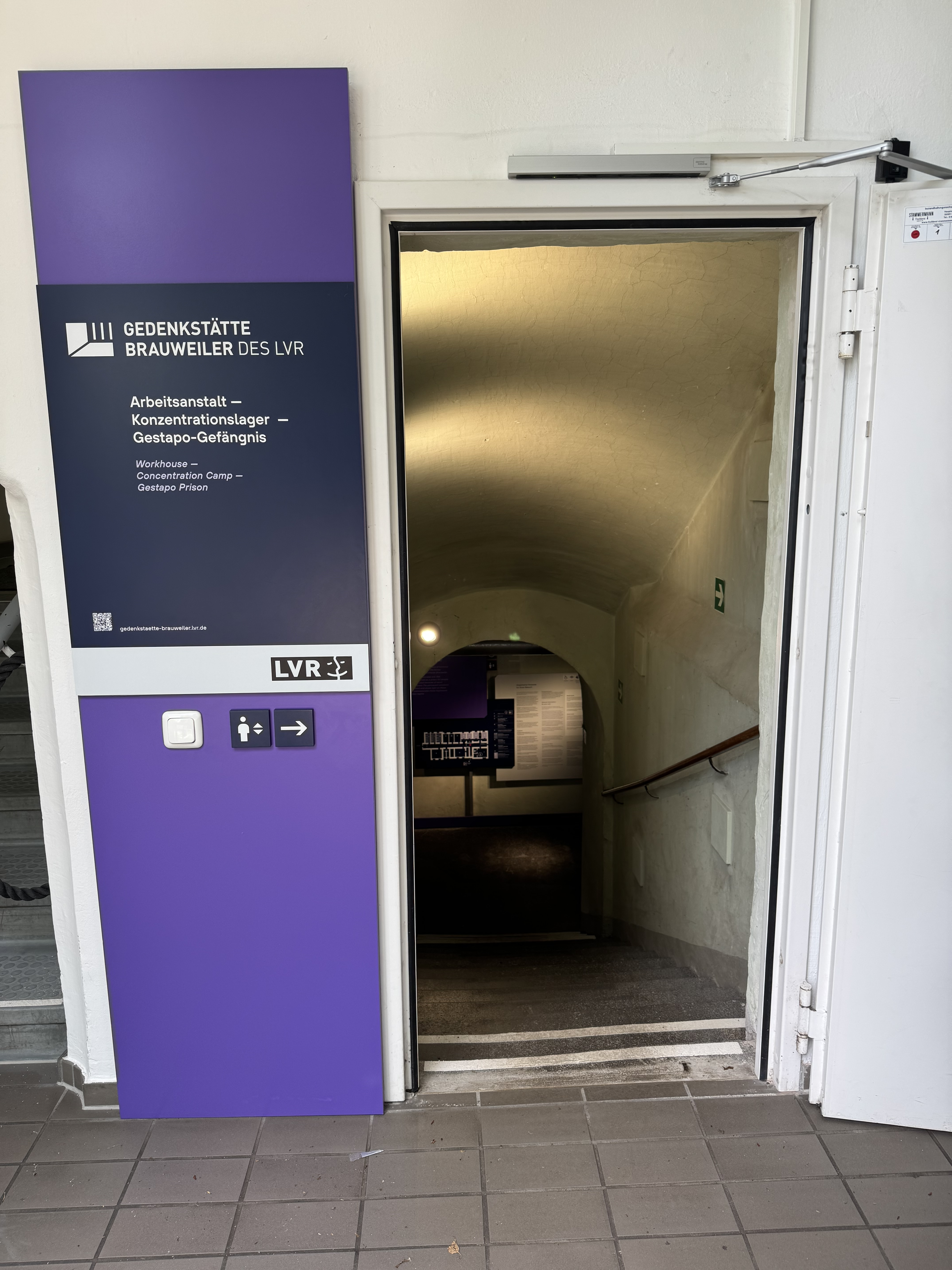
Zugang zur Gedenkstätte Brauweiler des LVR
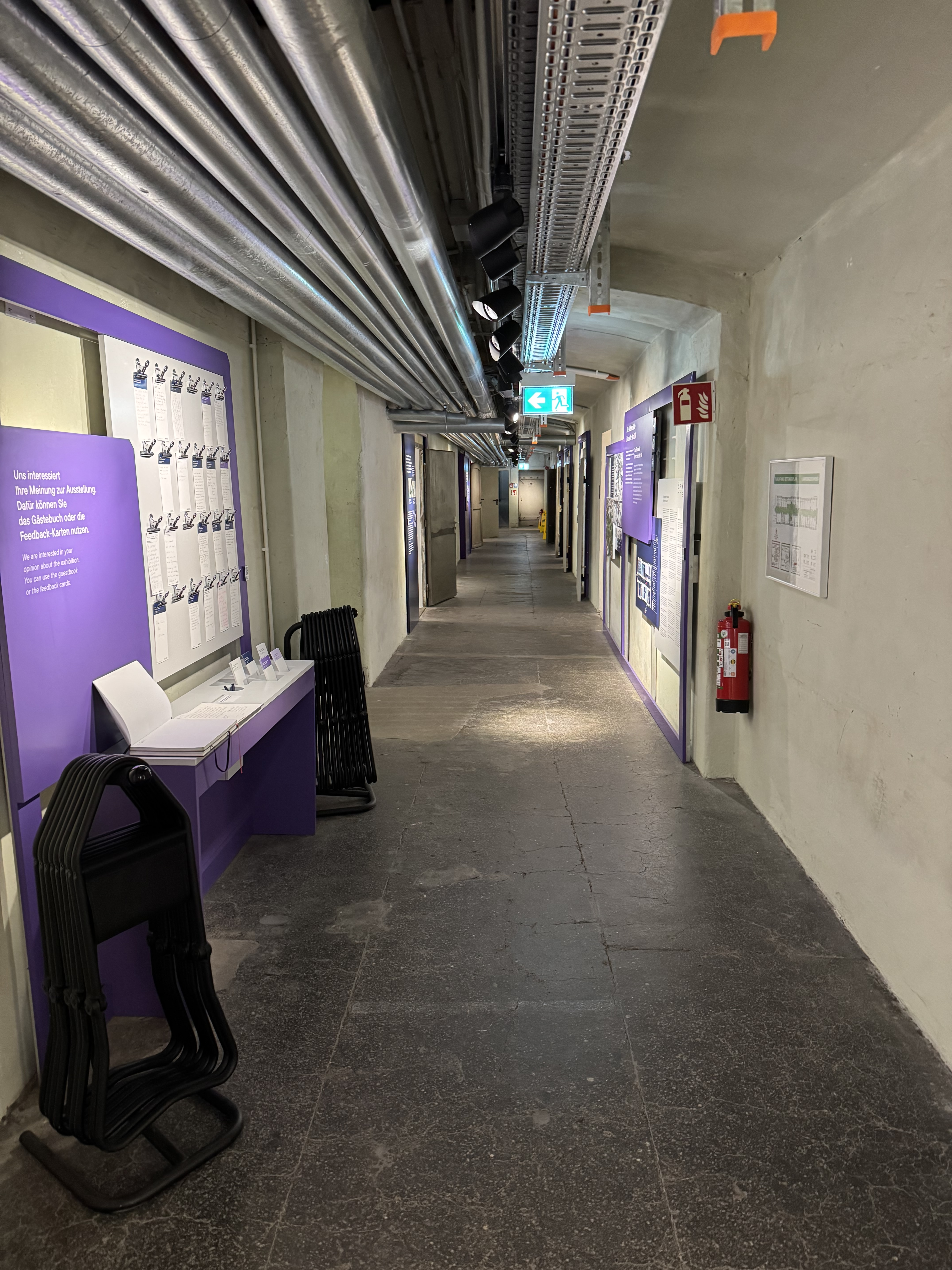
Gedenkstätte Brauweiler im ehemaligen „Frauenhaus“
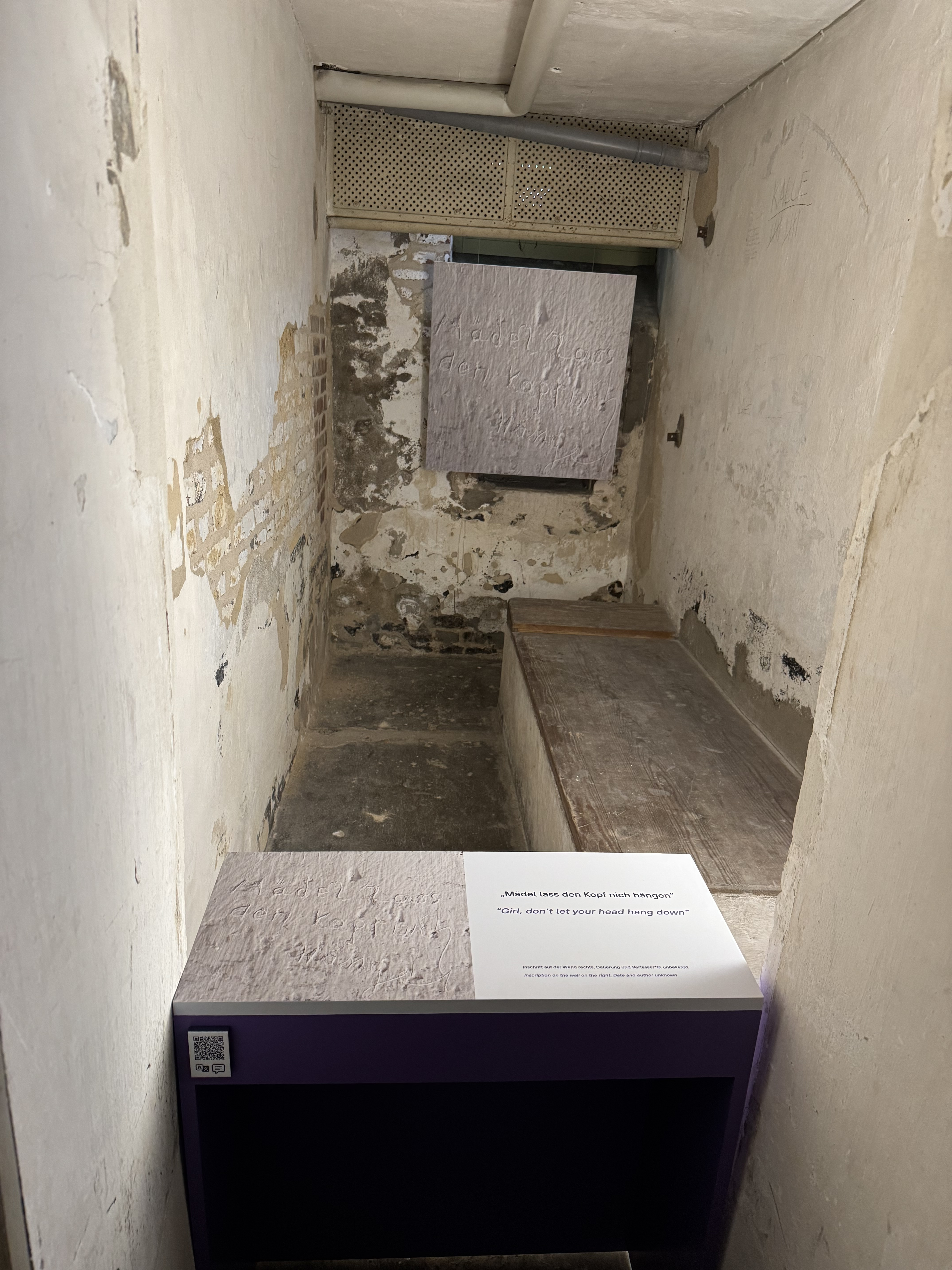
Einzelhaftzelle in der Gedenkstätte Brauweiler

## Geschichte

### Das rheinische Archivwesen im 19. und frühen 20. Jahrhundert
Das Rheinland verfügt als eine der ältesten Kulturregionen Deutschlands bis heute über eine überaus vielfältige und umfangreiche historische Überlieferung. Bis ins 20. Jahrhundert war ihr Erhalt allerdings angesichts der Zustände im regionalen Archivwesen vielerorts stark gefährdet: Nur in Großstädten mit langer urbaner Tradition wie Köln und Aachen existierten hauptamtlich besetzte Stadtarchive. In den Verwaltungszentren Düsseldorf (für den Niederrhein) und Koblenz (für den Mittelrhein) setzten staatliche Archive die Tätigkeit von Vorläuferinstitutionen der frühneuzeitlichen Territorien und der französischen Départmentalverwaltungen fort, doch erst 1832 wurden die beiden Einrichtungen offiziell zu den Provinzialarchiven der preußischen Rheinprovinz. Die beiden Archive bewahrten die Überlieferung der preußischen Verwaltung, aber auch die Urkunden und Akten ehemaliger Territorien und Herrschaften sowie der im Zuge der Säkularisation aufgelösten Klöster und Stifte des Rheinlandes. Das Provinzialarchiv Düsseldorf erhob darüber hinaus einen gewissen Anspruch auf die Pflege der nichtstaatlichen Überlieferungen, jedoch führte dies nicht zu einer organisierten oder gar flächendeckenden Archivpflege.

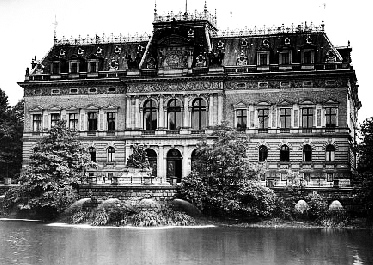
Ständehaus Düsseldorf (1904)

Parallel kam es 1825 zur Gründung des Rheinischen Provinziallandtags, zunächst noch als Ständeversammlung, ab 1851 dann als kommunale Interessenvertretung mit parlamentarischer Funktion und Selbstverwaltungsrechten. Der Provinziallandtag betrieb seit 1826 eine Registratur für anfallendes Schriftgut, welche seit 1854 als Archiv historisch bedeutende Unterlagen dauerhaft sicherte. Das Archiv befand sich im Düsseldorfer Ständehaus. Es verwaltete neben den Zeugnissen des Provinziallandtags auch die gesamte schriftliche Überlieferung des seit 1887 bestehenden Provinzialverbandes der Rheinprovinz.

### Die Archivberatungsstelle für die Rheinprovinz, 1929–1945
Die sozialen Umwälzungen nach dem Ersten Weltkrieg und während der Alliierten Rheinlandbesetzung förderten bei politischen Entscheidungsträgern und in der Öffentlichkeit ein stärkeres Bewusstsein für die rheinische Geschichte. Diese Entwicklung führte 1920 nicht nur zur Errichtung eines Instituts für geschichtliche Landeskunde an der Universität Bonn für die landesgeschichtliche Forschung, sondern verlieh auch dem Erhalt der historischen Überlieferung eine höhere Dringlichkeit. Der Vorsitzende des Rheinischen Städtetages und Duisburger Oberbürgermeister Karl Jarres schlug 1928 die Einrichtung einer Stelle zur Pflege kleiner, nicht hauptamtlich besetzter Stadt- und Gemeindearchive vor. Da die staatlichen Provinzialarchive sich hierzu weder personell noch finanziell in der Lage sahen, sollte die Stelle bei der kommunal getragenen Provinzialverwaltung angesiedelt sein. Als Vorbild konnte auf eine bereits im Vorjahr geschaffene Archivpflegestelle für die benachbarte Provinz Westfalen verwiesen werden. Die Gründung der Archivpflegestelle für das Rheinland fand breite Unterstützung, u. a. durch den Rheinischen Städtebund und den Rheinischen Landkreistag sowie durch Vertreter des staatlichen, großstädtischen und kirchlichen Archivwesens, der Denkmalpflege und des Verbands der Rheinischen Heimatmuseen.
Am 8. März 1929 beschloss der 75. Rheinische Provinziallandtag die Gründung einer Beratungsstelle für die nichtstaatlichen Archive der Rheinprovinz. Ihr erster Dienstsitz befand sich im Düsseldorfer Ständehaus, zum ersten Leiter wurde am 1. April 1929 der ehemalige Reichsoberarchivrat Wilhelm Kisky berufen.
Die Aufgaben der Beratungsstelle gingen von Beginn an weit über die dauerhafte Erhaltung der bedeutendsten Schriftdenkmäler von Städten und Gemeinden hinaus, vielmehr wurde eine umfassende Übersicht über das gesamte nichtstaatliche Archivwesen und dessen systematische Betreuung angestrebt. Neben den Kommunen profitierten in den ersten Jahrzehnten vor allem die rheinischen Adelsarchive sowie katholische und evangelische Pfarrarchive von der Arbeit der Archivberatungsstelle. Deren Mitarbeiter nahmen die Bestände vor Ort in Augenschein und berieten zur fachgerechten Aufbewahrung von Archivalien und Registraturgut. Zudem übernahmen sie vielerorts persönlich die Bewertung, Übernahme, Ordnung und Verzeichnung von Beständen. Der Einsatz ortsansässiger Archivpfleger wurde durch Schulungen und Herausgabe praktischer Leitfäden gefördert. Bedeutende Bestände wurden für Wissenschaft und Heimatforschung durch die Publikation von Inventaren nutzbar gemacht.
1933/34 und 1937/38 versuchte die Generaldirektion der preußischen Staatsarchive den Provinzialverband zu einer Verstaatlichung der Archivberatungsstelle durch Angliederung an das Staatsarchiv Düsseldorf zu bewegen, um so unmittelbaren Zugriff auf die nichtstaatlichen Archive zu erhalten. Dieses Vorhaben scheiterte, da einerseits der auf Vertrauensbasis gewährte Zugang zu Adels-, Privat- und Kirchenarchiven wahrscheinlich gegenüber den staatlichen Stellen widerrufen worden wäre und andererseits von der Archivberatung erfolgreich auf die eigene Rolle in der Pflege heimatlicher Bau- und Kunstdenkmäler sowie auf die Bedeutung nichtstaatlicher Archive für Genealogie und NS-Rassenforschung hingewiesen wurde.
Der Überblick über die regionale Archivlandschaft und die intensiven Kontakte zu den rheinischen Adelsfamilien ermöglichten es der Archivberatungsstelle nach Kriegsausbruch im Sommer 1939 frühzeitig den Kulturgutschutz für Archivalien durch deren Evakuierung auf abgelegene Landsitze zu organisieren. Hiervon profitierten ab 1940 auch luxemburgische Archive, da die rheinische Archivberatungsstelle ihren Wirkungskreis während der deutschen Besatzung auf das Großherzogtum ausdehnte.

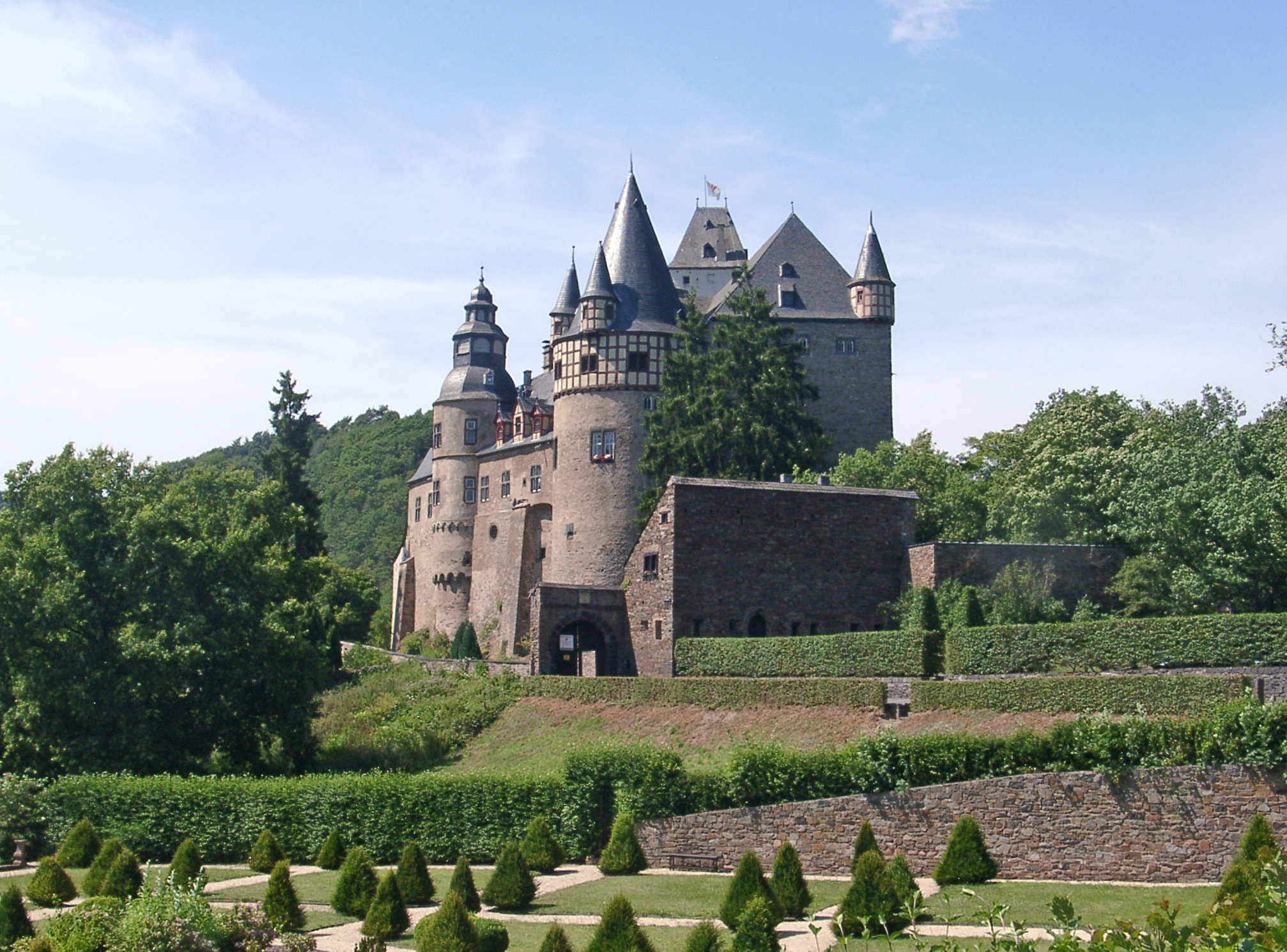
Schloss Bürresheim

Die Archivberatungsstelle wurde 1942 nominell der Direktion des Staatsarchivs Koblenz unterstellt, tatsächlich wurde sie jedoch als selbstständige Einrichtung der Provinzialverwaltung weiterbetrieben. Zugleich erklärte sich die staatliche Archivverwaltung bereit, künftig auf die Sammlung nichtstaatlichen Archivgutes zu verzichten und solches an den Entstehungsort abzugeben, wenn dort eine fachgerechte Betreuung sichergestellt ist.
Das Archiv des Rheinischen Provinzialverbands war zwischen 1943 und 1946 auf Schloss Bürresheim im damaligen Kreis Mayen evakuiert. Durch die von der Archivberatungsstelle zwischen 1939 und 1945 in großem Umfang durchgeführten Auslagerungen von Archivalien waren die schriftlichen Kulturgutverluste für die Rheinprovinz infolge kriegsbedingter Zerstörungen insgesamt verhältnismäßig gering.

### Archivberatungsstelle und Verbandsarchiv in staatlicher Trägerschaft, 1945–1953

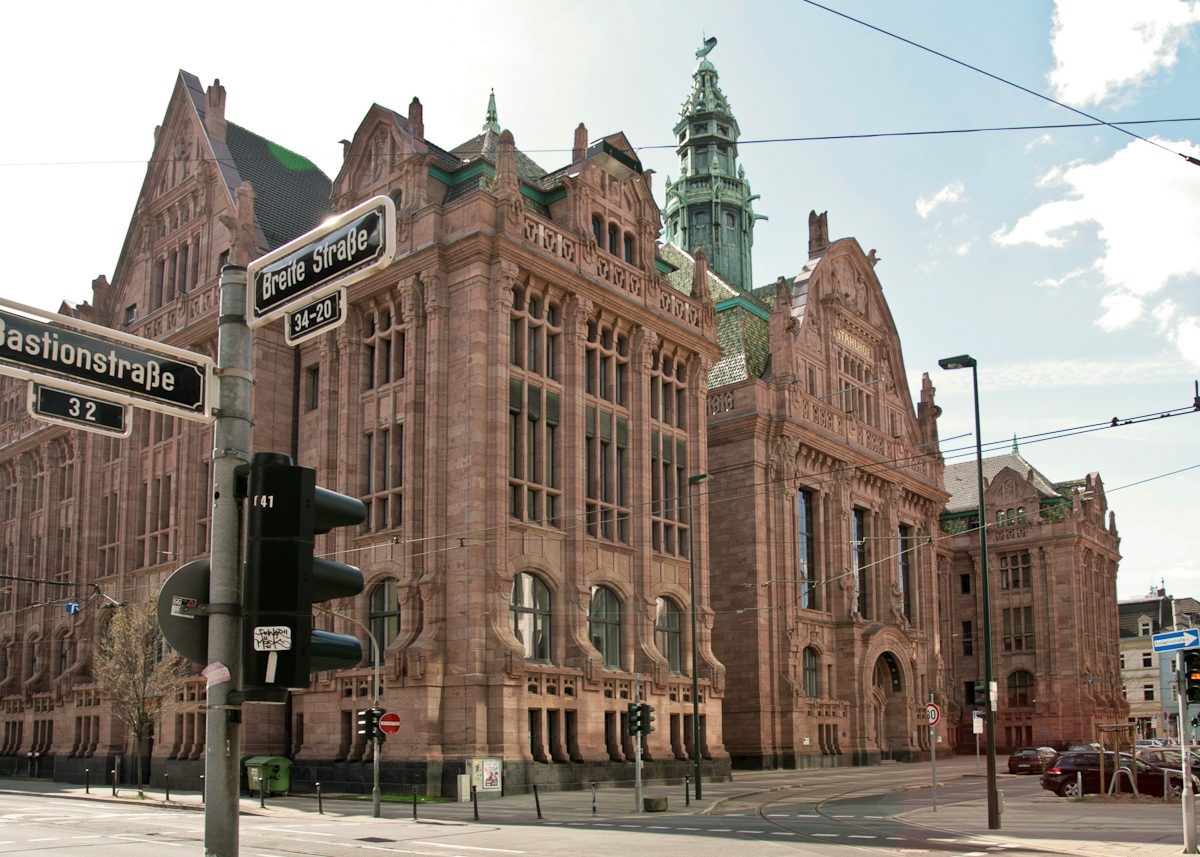
Der Stahlhof in Düsseldorf (2010)

Unmittelbar nach dem Kriegsende 1945 wurde der Provinzialverband der Rheinprovinz aufgelöst und seine Verwaltungen dem Oberpräsidium der kurzlebigen Nordrheinprovinz angegliedert. Die rheinische Archivberatungsstelle wurde als Bestandteil der neugegründeten Landesarchivverwaltung weitergeführt und ihre Zuständigkeit auf das nördliche Rheinland mit den Regierungsbezirken Aachen, Düsseldorf und Köln reduziert.

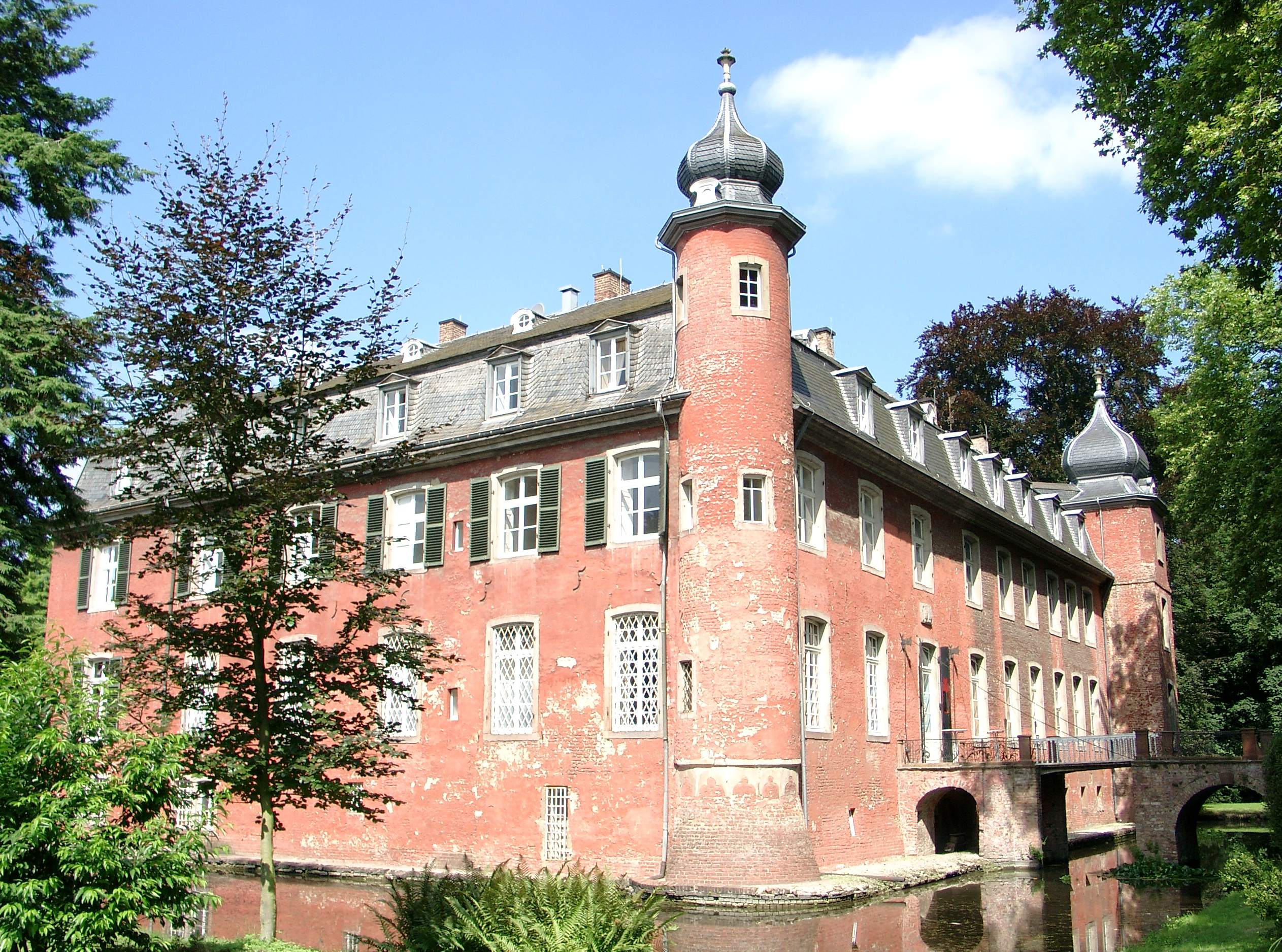
Ehemaliges Depot des Rheinischen Provinzialverbandes auf Schloss Gymnich

Auch nach der Gründung des Landes Nordrhein-Westfalen im August 1946 verblieb die rheinische Archivberatungsstelle zunächst bei der Landesarchivverwaltung, deren damaliger Dienstsitz sich im Düsseldorfer Stahlhof befand. Die infolge einer Verstaatlichung stets befürchtete Zentralisierung nichtstaatlicher Archive und Bevormundung von deren Trägern konnte jedoch abgewendet werden, da der langjährige Leiter der Beratungsstelle, Wilhelm Kisky, gleichzeitig zum Kopf der staatlichen Archivverwaltung ernannt wurde. Nach dessen Pensionierung im Jahr 1950 wurde die Archivberatungsstelle, nun unter Leitung von Carl Wilkes, im Folgejahr aus der Landesarchivverwaltung herausgelöst und unmittelbar dem nordrhein-westfälischen Kultusministerium unterstellt. Allerdings blieb der neue Leiter der Landesarchivverwaltung de facto weiterhin Wilkes Vorgesetzter, da er in Personalunion auch das Amt eines Archivreferenten im Kultusministerium bekleidete.
Das Archiv des Rheinischen Provinzialverbands wurde 1945 ebenfalls der staatlichen Archivverwaltung zugeschlagen und 1946 zuerst in deren Depot auf Schloss Gymnich bei Erftstadt und dann 1951 in das Staatsarchiv Düsseldorf überführt.

### Archivberatungsstelle und Archiv des LVR in Düsseldorf und Köln, 1953–1983

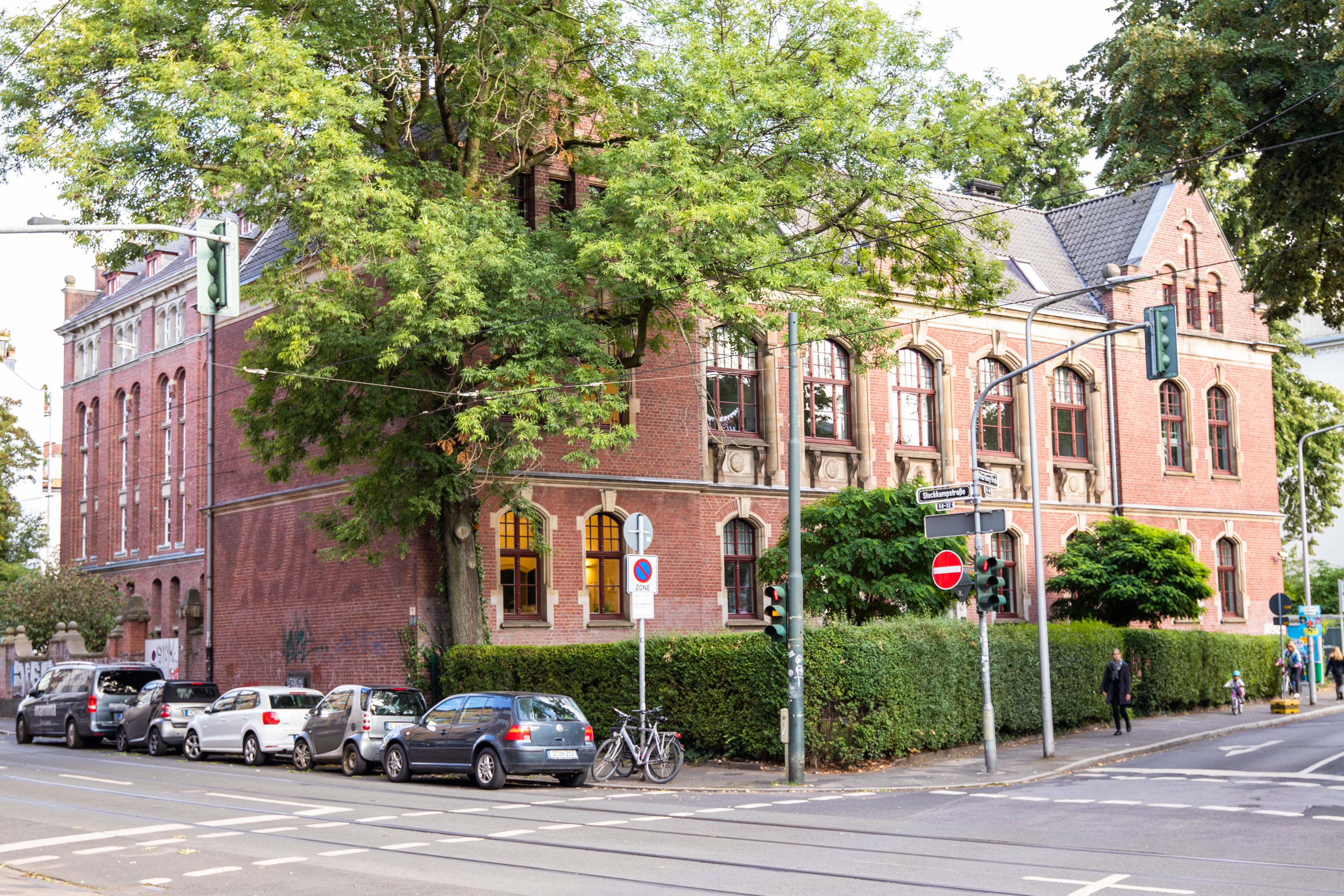
Ehemaliges Gebäude des Staatsarchivs Düsseldorf

Der nordrhein-westfälische Landtag beschloss am 6. Mai 1953 die Gründung von Landschaftsverbänden für das nördliche Rheinland und für Westfalen-Lippe, welche als übergeordnete Kommunalverbände die Aufgaben der beiden ehemaligen Provinzialverbände fortführen sollten. Damit wurden die nach 1945 vorübergehend verstaatlichten Aufgabenbereiche in die Landschaftsverbände überführt und somit rekommunalisiert, einschließlich der Archivberatungsstellen und der Archive beider Provinzialverwaltungen. Überdies wurde die Archivpflege in § 5 der am 1. Oktober 1953 in Kraft getretenen Landschaftsverbandordnung als Pflichtaufgabe definiert.
Da die Hauptverwaltung des LVR zunächst in Düsseldorf eingerichtet wurde, verblieb dort auch die Archivberatungsstelle als Sonderreferat der Gruppe „Landschaftliche Kulturpflege“. Das Archiv der ehemaligen Provinzialverwaltung unterstand nun zwar rechtlich dem LVR, die Bestände lagerten aber zunächst weiterhin im Staatsarchiv Düsseldorf.
Nach Fertigstellung des neuen Landeshauses in Köln-Deutz im Jahr 1959 verlegte der LVR seinen Hauptsitz dorthin, dies betraf auch die Archivberatungsstelle. Das Archiv des Provinzialverbandes wurde 1960 in das Landeshaus überführt und bildete den späteren Grundstock des LVR-Archivs.

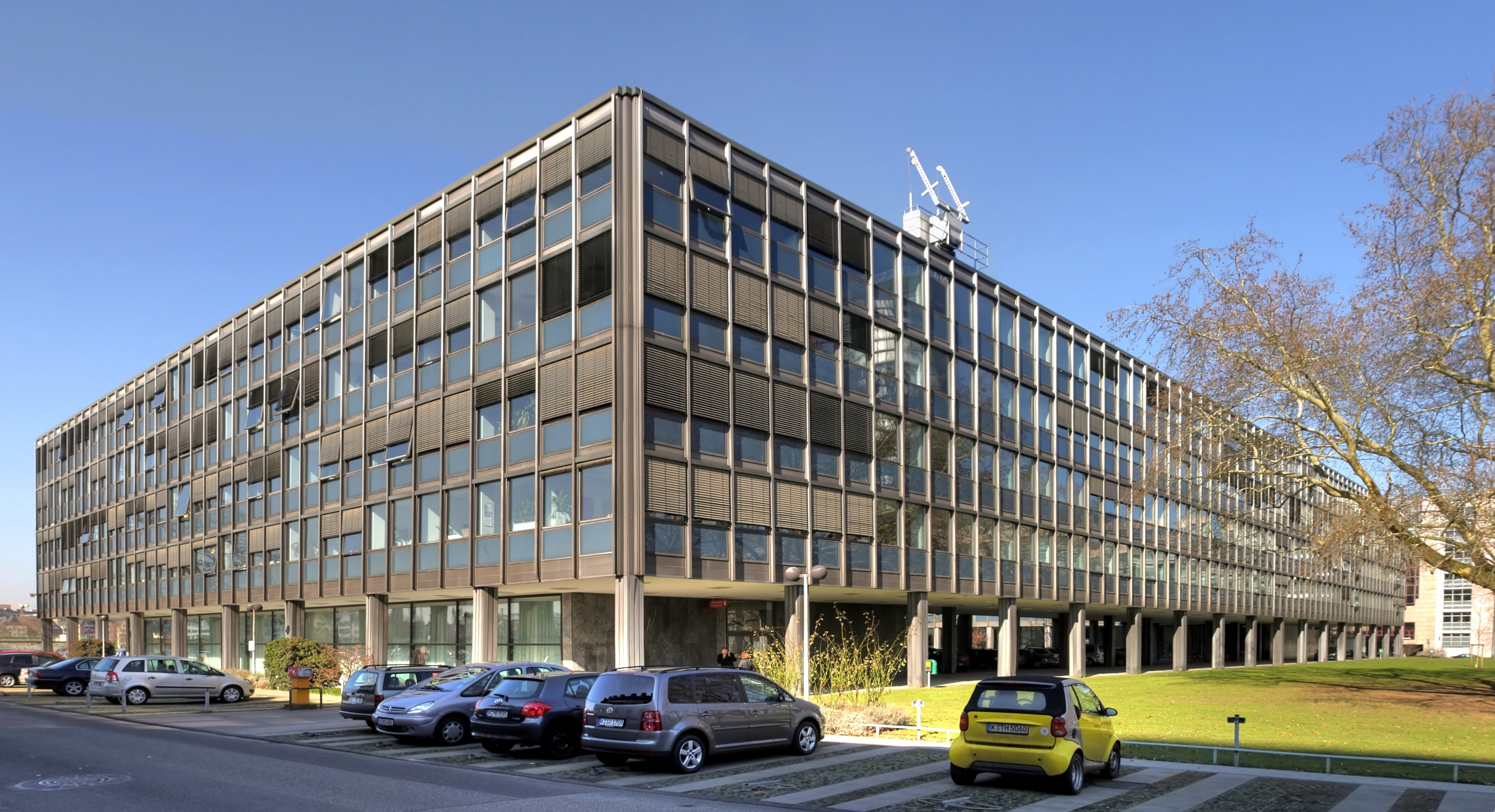
Landeshaus in Köln-Deutz, seit 1959 Sitz der LVR-Zentralverwaltung

In der Nachkriegszeit hatte die Archivberatungsstelle zwar durch den Wegfall des südlichen Rheinlandes ein deutlich verkleinertes Gebiet zu betreuen, dafür nahm der Umfang ihrer Aufgaben drastisch zu:
In den ersten Jahren musste sie die trotz des Kulturgutschutzes aufgetretenen Kriegsschäden und –verluste dokumentieren sowie die Rückführung der ausgelagerten Bestände in die rheinischen Archive organisieren.
Zusätzlich mussten zunehmend auch das bis dahin eher selten in die nichtstaatlichen Archivbestände übernommene Verwaltungsschrifttum des 19. und 20. Jahrhunderts bewertet, erschlossen und zugänglich gemacht werden. Diese Entwicklung wurden durch die Gebietsreformen der 1960er und 1970er verstärkt, da die Zusammenlegung zu größeren Kommunen die Frage der Lagerung und Verwaltung von bereits angefallenem Registraturgut nach sich zog. Angesichts der schieren Masse potenzieller Überlieferungen konnten die Mitarbeitenden der Archivberatungsstelle Bewertungen und Erschließungen vielerorts nicht mehr persönlich durchführen. Stattdessen mussten die von Archivträgern zur Betreuung eingesetzten Ortskräfte hierfür in größerer Zahl und mit höherem fachlichen Anspruch befähigt werden. Zwischen 1964 und 1995 führte die rheinische Archivberatungsstelle in Kooperation mit dem westfälischen Archivamt, dem Stadtarchiv Duisburg und dem Niederrheinischen Studieninstitut regelmäßig mehrmonatige, sogenannte „Duisburger Lehrgänge“ durch, um das Leitungspersonal kommunaler und kirchlicher Archive fachlich zu qualifizieren. Seit 1968 werden zusätzlich mehrtägige Kurse für Mitarbeitende nichtstaatlicher Archive angeboten, um diesen Grundkenntnisse in der Archivpflege zu vermitteln.
Als weiteres Aufgabengebiet richtete die Archivberatung 1966 eine Mikrofilmstelle für die Sicherungsverfilmung nichtstaatlicher Archivbestände im Rheinland ein, ab 1973 wurde diese Aufgabe von ihr auch einige Jahre lang für den westfälisch-lippischen Landesteil wahrgenommen.
Unter der Bezeichnung „Tagung rheinischer Kommunalarchive“ fand 1967 in Remscheid erstmalig eine anschließend jährlich wiederholte Veranstaltung statt, die seit 1979 als Rheinischer Archivtag firmiert und rasch zur zentralen Fachtagung der rheinischen Archivlandschaft avancierte.
Die bestandserhalterische Kompetenz der Archivberatungsstelle wurde 1970 durch Schaffung einer mit Fachpersonal besetzten Werkstatt für Papierrestaurierung grundlegend erweitert.
Der vergrößerte technische und personelle Umfang führte 1977 zum Umzug der Archivberatungsstelle vom Landeshaus in eine benachbart gelegene Außendienststelle in Köln-Deutz. Das Archiv der ehemaligen Provinzialverwaltung wurde zu diesem Zeitpunkt bereits nebenamtlich durch die Archivberatungsstelle betreut, seine Bestände lagerten allerdings weiterhin im Landeshaus.
Die Bestandserhaltung der rheinischen Adelsarchive konnte die Archivberatungsstelle ab 1982 substanziell verbessern, da in diesem Jahr durch Gründung der „Vereinigten Adelsarchiven im Rheinland e.V.“ (VAR) die Einrichtigung und fachliche Betreuung eines Zentraldepots auf Schloss Ehreshoven ermöglicht wurde.

### Archivberatungsstelle und Archiv des LVR in der Abtei Brauweiler, seit 1983

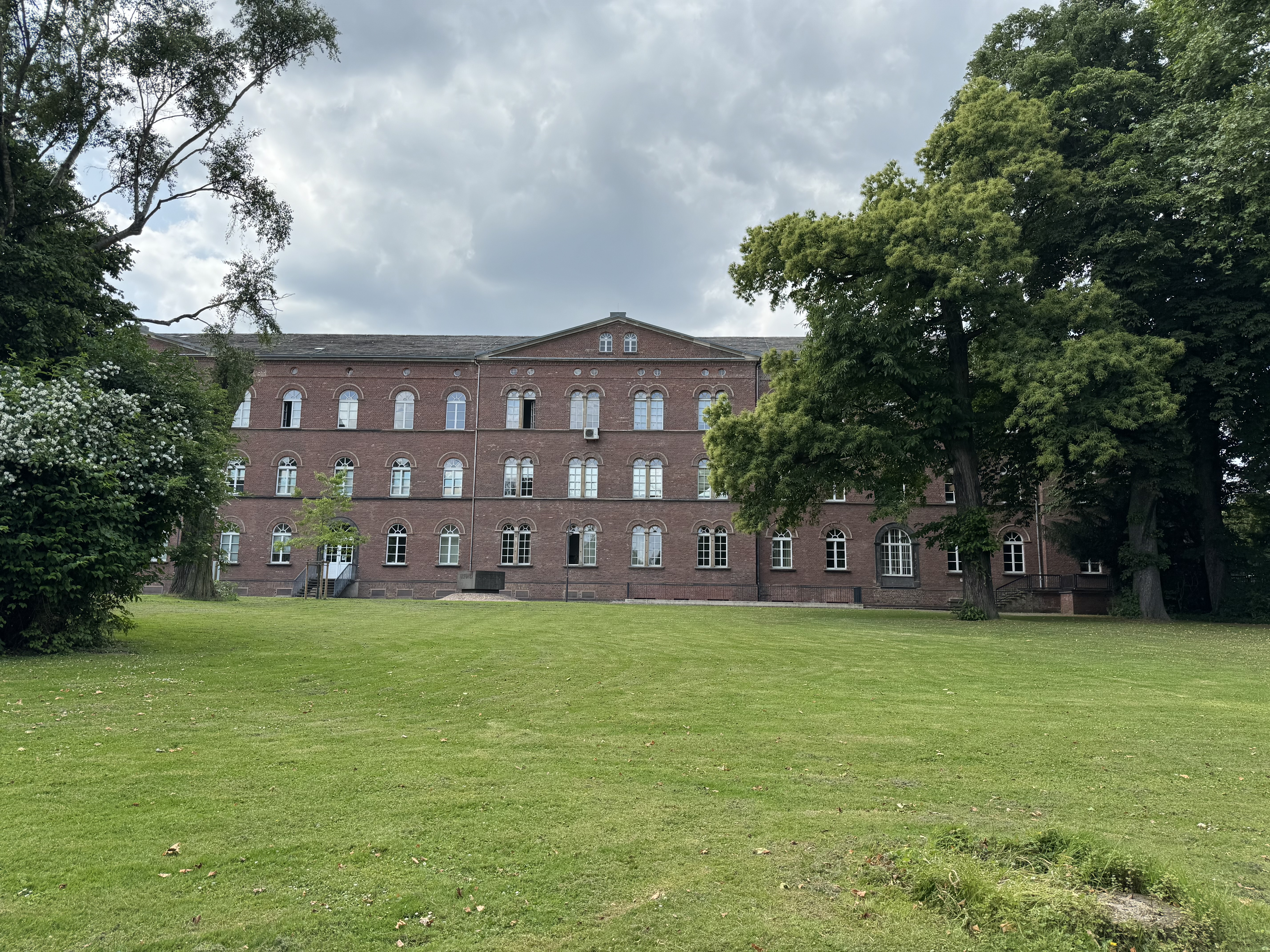
Bürohaus der Archivberatung (ehemaliges Frauenhaus)

Die Schließung des LVR-Landeskrankenhauses in Pulheim-Brauweiler 1978 führte zur grundlegenden Umgestaltung des dortigen Abteigeländes und ermöglichte 1983 den Umzug der Archivberatungsstelle dorthin. Damit wurden günstige Voraussetzung für künftige Erweiterungen geschaffen, um den steigenden Anforderungen archivischer Fachaufgaben gerecht werden zu können.
1985 wurde das Archiv des LVR erstmalig hauptamtlich besetzt und im ehemaligen Wechselkrankenhaus am nordöstlichen Rand des neu angelegten Brauweiler Abteiparks untergebracht, auch die Bestände des alten Provinzialarchivs wurden dorthin überführt. Das ehemalige Klinikgebäude war zuvor bereits für die Auslagerung von Altakten der LVR-Zentralverwaltung herangezogen worden. Dieses Registraturgut wurde nun archivarisch bewertet und sein archivwürdiger Teil bildet seitdem die historische Überlieferung des LVR.

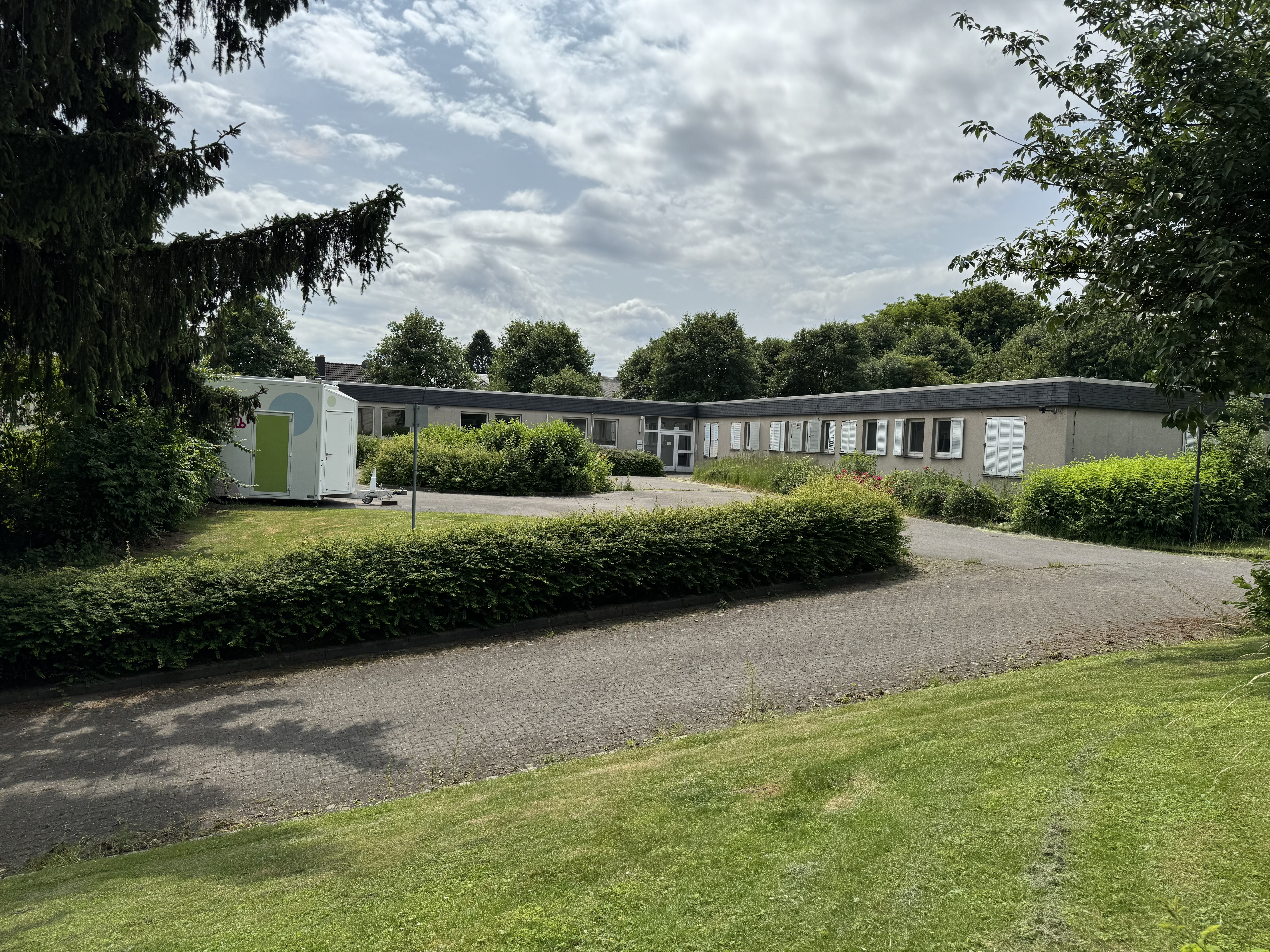
Altes Archivgebäude des LVR (ehemaliges Wechselkrankenhaus)

Der Umfang archivarischer Fachaufgaben nahm in jener Zeit weiter zu, einerseits durch den Einsatz von Computern in Bestandserschließung und –verwaltung, andererseits durch das größere Bewusstsein für Fragen der Bestandserhaltung und des Arbeitsschutzes, insbesondere bei der Schimmelprävention und –bekämpfung. Zusätzlich stieg die Anzahl der Stadt-, Gemeinde- und Kreisarchive im Vorfeld des 1989 verabschiedeten nordrhein-westfälischen Archivgesetzes, da die Archivierung dort nach § 10 zu einer kommunalen Pflichtaufgabe wurde. Für die Archivberatung bedeutete dies eine stärkere Konzentration auf Grundsatzfragen und übergeordnete Beratungs- und Dienstleistungsangebote anstelle lokalspezifischer Einzelmaßnahmen. Vor diesem Hintergrund wurden die Aufgabengebiete der einzelnen Mitarbeitenden ab 1986 nicht länger nach Archivsparten (Kirchen, Kommunen, Privatarchive) und Epochen (mittelalterliche und frühneuzeitliche bzw. moderne Bestände), sondern geographisch nach den Gebieten von Kreisen und kreisfreien Städten strukturiert.
Den fachlichen Austausch mit den europäischen Nachbarländern pflegte die LVR-Archivberatungsstelle seit 1991 durch Beteiligung am Deutsch-Niederländisch-Belgischen Archivsymposion, das als Internationales Archivsymposion jährlich fortgesetzt wird.
Die Archivberatungsstelle und das ALVR wurden 1995 mit der Abteiverwaltung und „LVR-Museumsberatung“ zum „Rheinischen Archiv- und Museumsamt“ (RAMA) organisatorisch zusammengefasst.
Die nordrhein-westfälischen Landesarchivverwaltung richtete 1998 das Onlineportal „archive.nrw.de“ ein, dass nicht nur staatlichen, sondern Archiven sämtlicher Sparten seither als Plattform zur allgemeinen Außendarstellung, vor allem aber zur Veröffentlichung von Beständeübersichten, Findmitteln und Digitalisaten dient. Im rheinischen Landesteil werden Mitarbeitende nichtstaatlicher Archive seitdem zur Bedienung dieses Portals durch die Archivberatungsstelle geschult und betreut.
Das ALVR erhielt 2004 ein neues Gebäude, dessen Konzeption als reiner Archivbau den Anforderungen von Bestandserhaltung, Nutzerbetreuung und Arbeitsökonomie umfassend Rechnung trug. Zur energieeffizienten Sicherstellung geeigneter Lagerungsbedingungen kam hierbei ein passives Klimatisierungskonzept zur Anwendung.
Das Land NRW beauftragte die rheinische Archivberatungsstelle ab 2006 mit Durchführung der Landesinitiative Substanzerhalt (LISE) im nördlichen Rheinland. Die LISE fördert Projekte zur Massenentsäuerung papiernen Archivguts, um die säurebedingte Beschleunigung natürlicher Zerfallsprozesse aufzuhalten. Hierzu richtete die Archivberatung das „Technische Zentrum“ ein.
Das „Rheinische Archiv- und Museumsamt“ wurde 2008 aufgelöst und Archivberatungsstelle, ALVR, Fortbildungszentrum, Technisches Zentrum und Abteiverwaltung bildeten die heutige Dienststelle „LVR-Archivberatungs- und Fortbildungszentrum“ (LVR-AFZ). Als Teil des LVR-AFZ wurde im gleichen Jahr die NS-Gedenkstätte im Keller des Bürohauses eröffnet.
Nach dem Einsturz des Historischen Archivs der Stadt Köln im März 2009 beteiligte sich das LVR-AFZ an den Restaurierungsmaßnahmen für geborgene Archivalien. Seit dieser Katastrophe engagiert sich die Dienststelle verstärkt im Kulturgutschutz, um durch Notfallprävention künftige Schadensereignisse im Rheinland und darüber hinaus zu verhindern oder zu begrenzen.
Zur besseren öffentlichen Wahrnehmung und Nutzung der Abtei sowie zur Vermittlung ihrer Geschichte richtete das LVR-AFZ im Verlauf der 2010er Jahre das „LVR-Kulturzentrum Abtei Brauweiler“ ein.
Die ursprünglich zur Sicherungsverfilmung eingerichtete Mikrofilmstelle des LVR-AFZ verlagerte ihre Aufgabenschwerpunkte zunehmend auf die Digitalisierung von Mikrofilmen und Archivalien sowie die digitale Archivierung, was 2019 ihre Umbenennung in „Digitalisierungszentrum“ zur Folge hatte.
Die LISE wurde 2020 auf weitere Maßnahmen der archivischen Bestandserhaltung, nämlich Verpackung, Reinigung, Dekontamination, Restaurierung sowie Prävention und Bekämpfung von Schädlingsbefall (Integrated Pest Management) erweitert.
Die Hochwasserkatastrophe im Juli 2021 verursachte in vielen rheinischen Archiven schwerste Flutschäden, das LVR-AFZ führte mit den betroffenen Kommunen sowie zahlreichen freiwilligen Helferinnen und Helfern vielerorts fachgerechte Bergungsaktionen durch. Im Anschluss nahm die Restaurierungswerkstatt des LVR-AFZ umfangreiche Restaurierungen an flutgeschädigtem Archivgut vor.

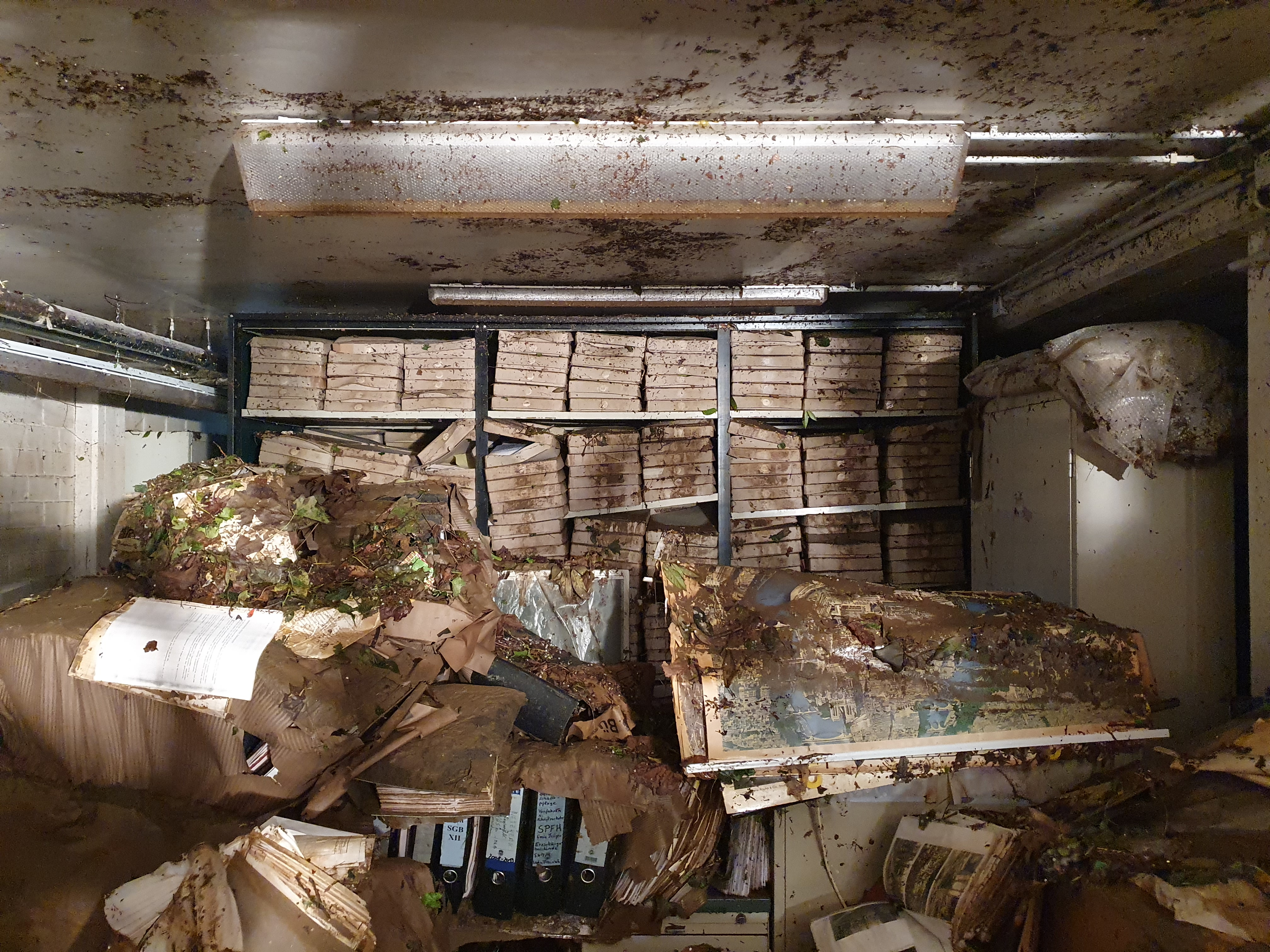
Flutgeschädigtes Magazin (Stadtarchiv Stolberg, 2021)
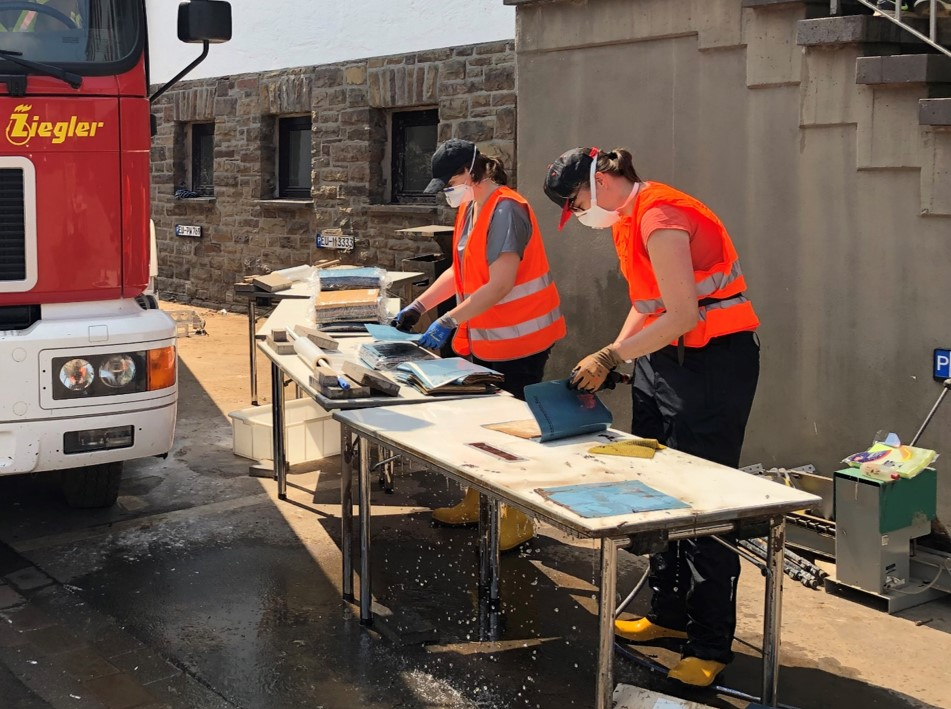
Bergung von Archivgut (Kall, 2021)
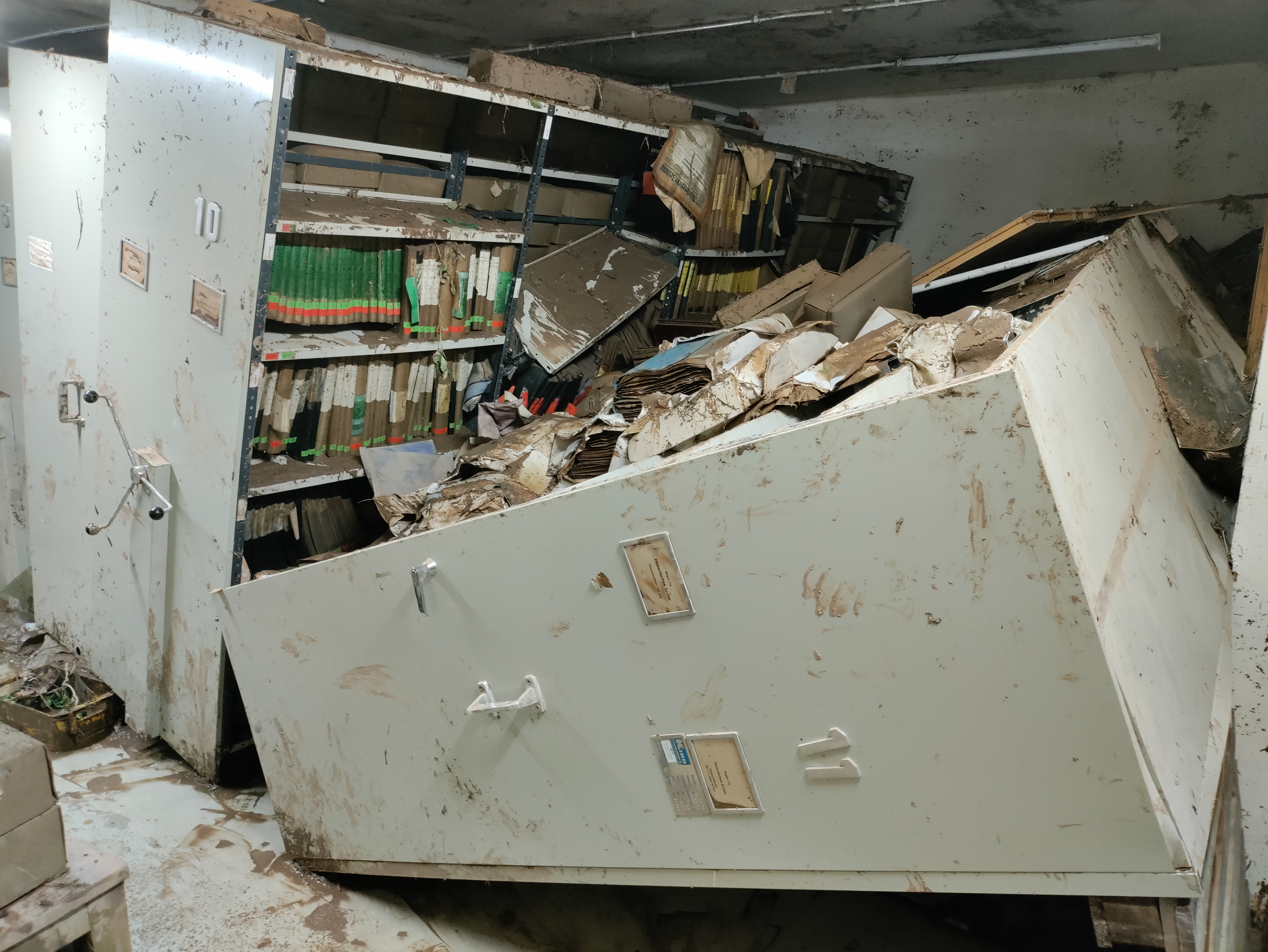
Flutgeschädigte Archivalien (Bad Münstereifel, 2021)

Das Kulturzentrum betreut seit 2024 eine Dauerausstellung zur Geschichte der Abtei Brauweiler von ihrer Gründung im Jahr 1024 bis in die Gegenwart sowie einen neu angelegten Klostergarten. Beide Projekte wurden anlässlich des tausendjährigen Jubiläums der Abtei konzipiert. Auch die Gedenkstätte wurde im gleichen Jahr nach einer umfassenden denkmalpflegerischen Sanierung mit einer vollständig überarbeiteten Dauerausstellung wiedereröffnet.

## Veranstaltungen
Der Rheinische Archivtag (RAT) wird in jedem Frühsommer vom LVR-AFZ und einer jährlich wechselnde Gastgeberkommune ausgerichtet. Der regionale Archivtag des nördlichen Rheinlandes bietet seit 1967 ein vielfältiges Tagungsprogramm, dessen Beiträge später als Fachaufsätze (vgl. Publikationen) veröffentlicht werden. Der RAT ermöglicht allen rheinischen Archivarinnen und Archivaren sowie auswärtigen Gästen einen breiten Erfahrungsaustausch, die kollegiale Vernetzung und fachliche Diskussionen.
Den grenzüberschreitenden Kontakt im Archivwesen fördert seit 1991 das Internationale Archivsymposion (auch: International Archives Symposium, IAS). Sein Adressatenkreis sind die Leitungen der Staats-, Kommunal-, Kirchen- und Wirtschaftsarchive in Belgien, Luxemburg, den Niederlanden, Nordrhein-Westfalen und Rheinland-Pfalz. Der Veranstaltungsort wechselt jährlich zwischen den Teilnehmerländern. Das LVR-AFZ fungiert als Geschäftsstelle des belgisch-deutsch-niederländischen IAS-Lenkungskreises. Die Publikation der Tagungsbeiträge erfolgt durch das Belgische Staatsarchiv (Archives de l'État en Belgique/Rijksarchief, België).

## Publikationen
Das LVR-AFZ gibt archivfachliche und landesgeschichtliche Schriftenreihen heraus:
- Archivhefte: Diese Sammlung archivfachlicher Aufsätze trug bis 1978 den Titel „Praktische Archivpflege“. Seit 2010 liegt der inhaltliche Schwerpunkt auf den jährlich erscheinenden Tagungsbeiträgen des Rheinischen Archivtags.
- Archivistik digital: Kürzere Abhandlungen, Qualifikations- und Projektarbeiten zu Themen, die für ein breiteres Fachpublikum von Interesse sind, werden seit 2018 in dieser Reihe online bereitgestellt.
- Inventare nichtstaatlicher Archive (INA): Die seit 1941 bestehende Reihe umfasst Inventare und Quelleneditionen zu historischen Beständen von kommunalen, kirchlichen und Adelsarchiven im Rheinland.
- Rheinprovinz: Wissenschaftliche Arbeiten, welche sich mit der Geschichte der Rheinischen Provinzialverwaltung und des Landschaftsverbandes Rheinland befassen, werden seit 1987 in dieser landesgeschichtlichen Reihe publiziert.
- Rheinprovinz – Beihefte: Als Ergänzung der Hauptreihe bieten die Beihefte seit 2020 eine Publikationsmöglichkeit für landesgeschichtliche Arbeiten von geringerem Umfang, der inhaltliche Zuschnitt ist auch hier die Geschichte der Rheinischen Provinzialverwaltung und des Landschaftsverbandes Rheinland.
- Schriftenreihe der Vereinigten Adelsarchive im Rheinland e. V.: Die seit 2004 bestehende Reihe umfasst Monographien und Quelleneditionen zu den rheinischen Adelsarchiven und zur rheinischen Adelsgeschichte.
- Rheinische Adelsgeschichte digital: Herausragende geschichtswissenschaftliche Qualifikations- und Seminararbeiten zur rheinischen Adelsgeschichte sind seit 2017 über diese Reihe für die wissenschaftliche Forschung und die interessierte Öffentlichkeit online zugänglich.

Darüber hinaus stellt das LVR-AFZ Handreichungen und Informationsmaterialien zu allen archivfachlichen Arbeitsbereichen kostenfrei online zur Verfügung.
Das Archiv des LVR veröffentlichte zwischen 2014 und 2019 in Kooperation mit dem „LVR-Zentrum für Medien und Bildung“ (ZMB) vier unterschiedlich ausgerichtete pädagogische Medienpakete zur Geschichte der NS-Euthanasie im Rheinland, die für Pädagogen in der Bildungsmediathek NRW kostenlos abrufbar sind (vgl. Weblinks).
Die Gedenkstätte Brauweiler des LVR publiziert seit 2009 Ausstellungskataloge und wissenschaftliche Arbeiten zur Geschichte der Arbeitsanstalt Brauweiler während des Nationalsozialismus, u. a. in der eigenen Reihe „Schriften zur Gedenkstätte Brauweiler“.

### Allgemeines
- Website des LVR-Archivberatungs- und Fortbildungszentrums (LVR-AFZ)
- Website des Archivs des LVR (ALVR)
- Website des LVR-Kulturzentrums Abtei Brauweiler
- Website der Gedenkstätte Brauweiler des LVR
- Website der Vereinigten Adelsarchive im Rheinland e. V. (VAR)

### Beständeübersichten
- Beständeübersicht des Archivs des LVR (ALVR)
- Das Archiv des LVR (ALVR) im Portal Archive in Nordrhein-Westfalen
- Das Archiv des LVR (ALVR) im Archivportal-D
- Beständeübersicht der Vereinigten Adelsarchive im Rheinland e. V. (VAR)
- Die Vereinigten Adelsarchive im Rheinland e. V. (VAR) im Portal Archive in Nordrhein-Westfalen
- Die Vereinigten Adelsarchive im Rheinland e. V. (VAR) im Archivportal-D
- Online-Katalog der LVR-Bibliotheken am Standort Abtei Brauweiler

### Veröffentlichungen
- Publikationsreihen des LVR-Archivberatungs- und Fortbildungszentrums (LVR-AFZ)
- LVR-Medienpakete zur Geschichte der NS-Euthanasie im Rheinland
- Bildungsmediathek NRW
- Publikationen der Gedenkstätte Brauweiler des LVR